# Lingua romagnola
La lingua romagnola (nome nativo lengua rumagnôla) è una lingua romanza appartenente al gruppo gallo-italico parlata nell'Italia settentrionale in Romagna, nella Repubblica di San Marino e nei comuni toscani (in modo promiscuo con il toscano) della Romagna toscana.
Nella provincia di Pesaro e Urbino è diffuso il gallo-piceno, che alcune classificazioni tradizionali ascrivono o considerano direttamente collegato al romagnolo, a sua volta facente parte del più ampio continuum linguistico emiliano-romagnolo. Tuttavia, uno studio più recente illustra la non completa adesione del gallo-piceno al romagnolo alla luce degli elementi di tipo italo-centrale, affiancati ai fenomeni gallo-italici penetrati dalla Romagna orientale, dei quali quest'insieme dialettale è anticipatore. All'interno della provincia, i dialetti parlati nei comuni di Tavullia, Gradara, Gabicce e Pesaro sono considerati da alcuni studiosi appartenenti di fatto al romagnolo.
Appartenendo al gruppo gallo-italico, il romagnolo è quindi affine alle lingue di gran parte del Nord Italia.
È però caratterizzato da una notevole moltiplicazione dei fonemi vocalici (rispetto all'italiano, che ne ha solo sette) e da un forte rilievo delle consonanti, che caratterizzano il fraseggio, specie nelle frasi interrogative e negative. Come la maggior parte delle lingue, anche il romagnolo ha vari dialetti interni. Si possono identificare tre macro-aree geografiche, tendenzialmente coincidenti con: la Romagna occidentale (ravennate-forlivese); la Romagna orientale (cesenate-riminese); la Romagna appenninica, oltre a molte micro-variazioni locali ascrivibili a singole città, paesi e quartieri. Particolarmente evidenti sono l'isola linguistica di Santarcangelo di Romagna, con le sue abbondanti dittongazioni, e le interessanti influenze toscane sulla parlata nelle zone della Romagna toscana, dovute a motivi sia geografici sia storici.

## Geografia del romagnolo
Confine occidentale

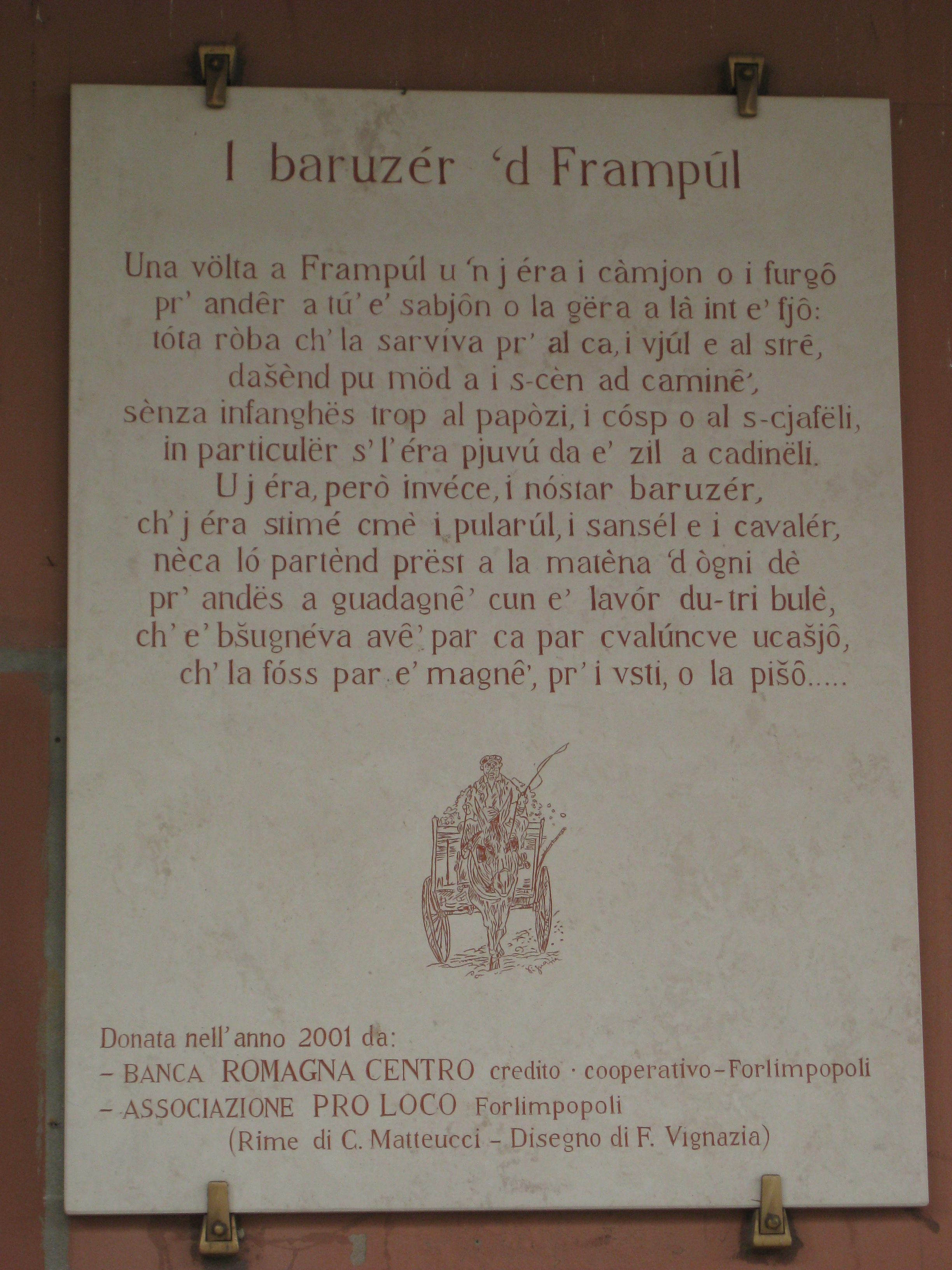
Forlimpopoli, lapide scritta in romagnolo

Ad ovest della Romagna si parla il dialetto bolognese, appartenente alla lingua emiliana. Il confine con l'area bolognese è il torrente Sillaro, che scorre in provincia di Bologna: ad ovest (Castel San Pietro Terme) si parla bolognese, ad est (Toscanella) romagnolo. Nella regione Emilia-Romagna, la lingua emiliana è parlata in tutto il territorio ad ovest del torrente Sillaro, fino a Piacenza.
Confine settentrionale
A nord il fiume Reno rappresenta il confine tra romagnolo e dialetto ferrarese.
Il romagnolo è parlato anche in alcuni paesi oltre il Reno, quali:
- Filo e Longastrino, località poste sul confine tra la provincia di Ravenna e la provincia di Ferrara, in cui coesistono entrambi i dialetti;
- Anita, colonia alfonsinese in territorio ferrarese.

Confine meridionale
A sud, il romagnolo è parlato sino a tutta la provincia di Rimini, che comprende dal settembre 2009 l'intera val Marecchia, inclusa l'Alta Valmarecchia, ex pesarese-urbinate e marchigiana fino al 15 agosto 2009. Fuori dall'Emilia-Romagna, il romagnolo, anche se ormai non più tipico, è parlato a San Marino nella sua variante locale.
È affine al romagnolo il dialetto gallo-piceno (o metauro-pisaurino) parlato nelle Marche settentrionali, che coincide con il romagnolo propriamente detto nella media ed alta Valconca (appartenente alla regione storica del Montefeltro); le affinità linguistiche sono molto marcate con il dialetto pesarese-urbinate. Il dialetto della provincia di Pesaro-Urbino ha in comune con il romagnolo la matrice gallica e bizantina, ma con una minore influenza di quest'ultima a favore invece della cosiddetta "cadenza celtica" derivante dalla popolazione dei Galli Senoni che qui furono a lungo stanziati e che in buona parte vi rimasero anche dopo la conquista romana.
Secondo altri studi questo dialetto sarebbe invece una variante del romagnolo propriamente detto; le ricerche dimostrano che la sua posizione non è tuttora ben determinata.
Andando verso sud, il gallo-piceno nel circondario di Senigallia e del Cònero si allontana ancora di più dal romagnolo e acquisisce caratteristiche via via sempre più simili ai dialetti italiani mediani.
La Romagna toscana è un'area storicamente molto vasta che comprende territori sia al di qua che al di là del crinale appenninico. Dal punto di vista amministrativo, è oggi composta di soli tre comuni, siccome i rimanenti territori che la costituivano sono confluiti nella Provincia di Forlì:
- Marradi (valle del Lamone), dove si parla romagnolo (con inflessioni e vocaboli appartenenti al toscano)[16];
- Palazzuolo (valle del Senio), dove si parla romagnolo (con inflessioni e vocaboli appartenenti al toscano);
- Firenzuola (Valle del Santerno), dove si parla prevalentemente toscano. L'ultimo paese del comune di Firenzuola dove si parla il dialetto romagnolo, nella varietà chiamata localmente "balzerotto", è la frazione di San Pellegrino.

Nell'alta Valmarecchia, Ca' Raffaello e Santa Sofia Marecchia fanno parte della provincia di Arezzo (sono una exclave del comune di Badia Tedalda). Qui si parla lo stesso dialetto di Pennabilli.
Tramite le Marche settentrionali elementi del romagnolo sono giunti a influenzare alcuni dialetti centrali dell'Alta Valle del Tevere, specialmente quelli di Sansepolcro e, ancora più fortemente, di Città di Castello. Caratteristiche evidenti di questa influenza sono lo scempiamento di alcune consonanti (palatali, labiali, nasali) e la palatalizzazione di a tonica in sillaba libera, che nel caso del dialetto di Sansepolcro giunge ad aprirsi in una 'è' (esempio: cane = chène).

## Origini
Innanzitutto è importante sottolineare come il termine dialetti italiani oppure dialetti della lingua italiana, pur diffuso ancora oggi, sia in realtà scorretto. Le lingue regionali non sono «figlie» dell'italiano, bensì «sorelle»: gli idiomi della penisola italica si sono sviluppati sulla base comune del latino, ma indipendentemente gli uni dagli altri. L'italiano è dunque solo una delle molteplici evoluzioni del latino.

La lingua romagnola, come le altre lingue regionali italiane, ha origini neolatine; si è sviluppata dal latino seguendo un'evoluzione autonoma. In base ad un calcolo approssimativo, circa il 90% del lessico romagnolo deriva dalla lingua degli antichi romani. Grecismi, gallicismi, germanismi ecc. sono giunti in romagnolo quasi sempre attraverso la loro forma latinizzata. Nell'Alto Medioevo, l'evoluzione spontanea dei volgari regionali, dal latino, è proceduta attraverso rigorose regole fonetiche e morfologiche. Uno dei tratti che accomuna i volgari italiani è, per esempio, la scomparsa della flessione (declinazione) dei sostantivi. Il romagnolo non fa eccezione.
Ciò che distingue il romagnolo rispetto alle altre lingue dell'Italia settentrionale è un insieme di fattori storici, geografici e culturali:
- il retaggio greco-bizantino dei secoli VI, VII e VIII,
- la diversa esposizione agli influssi germanici (prima e dopo le invasioni barbariche),
- le diverse caratteristiche del latino parlato al di qua e al di là dell'Appennino settentrionale,
- l'esistenza di un substrato celtico (secondo l'Ascoli), presente in tutte le parlate a nord degli Appennini (tranne il veneto) e il cui limite meridionale è costituito dal fiume Esino.

Secondo il linguista austriaco Friedrich Schürr (1888-1980), il maggiore studioso del romagnolo, esso acquisì i suoi caratteri distintivi fra il VI e l'VIII secolo, quando ciò che restava dell'Esarcato d'Italia si trovò isolato politicamente e culturalmente dal resto della Val Padana. 
Durante quel periodo il romagnolo assunse la sua specificità rispetto ai volgari delle zone confinanti, che finirono invece sotto il dominio longobardo.
Per quanto riguarda gli influssi delle parlate germaniche, lo studioso Guido Laghi ha individuato due parole derivanti dalla lingua degli Ostrogoti che sono entrate nel romagnolo. Le radici di "bere smodatamente" e "russare", da cui trinchêr e runfêr sono infatti un lascito del popolo di Teodorico (la cui tomba si trova a Ravenna).
Sembra che sia venuto dal Nord, portatori i Longobardi o i Franchi (secc. VIII-IX), anche l'accento di intensità, cioè l'abitudine a caricare la vocale tonica al punto da sottrarre "aria" alle vocali precedenti e/o successive. In Romagna questo fenomeno ebbe conseguenze ben più profonde che presso i popoli confinanti. Nel romagnolo le atone cadono totalmente, con l'eccezione della 'a', che si conserva di norma in ogni posizione.
In questo modo, le parole che in latino sono trisillabe o quadrisillabe sono ridotte a monosillabi:
- Il latino GENUCULU- diventa in romagnolo znòc (ginocchio)
- Il latino TEPIDU- diventa in romagnolo tevvd (tiepido)
- Il latino OCULU- diventa in romagnolo òc (occhio)
- Il latino FRIGIDU- diventa in romagnolo frédd (freddo)

Il fenomeno non ha eguali nelle lingue delle regioni confinanti, per cui si può dire che la “distruzione delle atone” è una caratteristica distintiva del romagnolo: Graziadio Isaia Ascoli rileva che il substrato celtico è presente in quasi tutte le parlate a nord degli Appennini, ma solo in Romagna si verifica la caduta totale delle vocali àtone (eccettuata, come si è detto, la 'a').
Altra caratteristica è la flessione interna, con vari gradi di apofonia, per la determinazione del genere e del numero nei nomi, della persona e del tempo nei verbi. Inoltre, certamente nel forlivese, le "e" e le "o" non venivano ripetute in una stessa parola, nemmeno nei cognomi: ad esempio, si può prendere il celebre cardinale Giuseppe Bofondi: a Forlì il suo nome di famiglia suonava invece Bafondi; e talvolta si trova anche scritto così. Tra il popolo, infatti, sono circolate abbastanza a lungo espressioni come: A-n so miga Bafondi! oppure U-s créd d'ësar Bafondi!.

## La letteratura

### Dal Cinquecento al Settecento
La prima attestazione di un'opera letteraria è il "sonetto romagnolo" di Bernardino Catti, di Ravenna, stampato nel 1502. È scritto in un italiano frammisto di romagnolo.

Appartiene invece alla metà del Cinquecento la Commedia Nuova... molto diletevole e ridiculosa di Piero Francesco da Faenza, pubblicata a Firenze. È un testo teatrale, ad imitazione dell'Orfeo di Poliziano. Il protagonista è il tipico villano, il cui comportamento rozzo contrasta con la raffinatezza degli altri protagonisti, nobili e acculturati. Allo stesso modo, la sua parlata, un dialetto faentino infarcito di volgarità, contrasta col linguaggio aulico degli altri personaggi.
Alla fine del XVI secolo appare il primo poema scritto in romagnolo: E Pvlon matt. Cantlena aroica (Il Paolone matto); un poema, almeno all'inizio, eroicomico sulla falsariga dell'Orlando Furioso, scritto da un anonimo autore nel dialetto di San Vittore di Cesena e attribuito al Fantaguzzi. Dei XII canti, in ottave toscane, che formavano il poema sono sopravvissuti solo i primi tre e buona parte del IV, per un totale di 231 ottave (1848 versi).
Del 1626 è La finta schiauetta di Francesco Moderati, riminese. Il protagonista si chiama ancora "Paulone" e si esprime in riminese, benché la commedia sia ambientata a Roma.
Nella seconda metà del XVII secolo appare la Batistonata, o frottola, composta (non molto dopo il 1636) dal ravennate Lodovico Gabbusio in tempo di carnevale.
Risalgono al 1710 tre sonetti scritti dal parroco di San Nicandro (presso Ravenna), Giandomenico Michilesi. In pieno Settecento troviamo le poesie del conte ravennate Ippolito Gamba Ghiselli (1724-1788) e i sonetti dell'abate ed agronomo riminese Giovanni Antonio Battarra (1714-1789).
Il primo poeta in lingua romagnola a godere di una certa notorietà fu don Pietro Santoni (Fusignano, 1736-1823), autore di canzoni composte alla fine del XVIII secolo, che ai suoi tempi circolavano manoscritte. Don Santoni fu, dal 1764 al 1766, maestro di Vincenzo Monti. I due rimasero amici anche quando Monti assurse alla notorietà. Esiste anche un sonetto in romagnolo del Monti.
Autore di quattro sonetti in dialetto ravennate è infine Jacopo Landoni (1772-1855), che si firmava «Pirett Tignazza, canonich d'la Piaza».

### L'Ottocento e il Novecento
Il forlivese Michele Placucci raccolse e pubblicò, nel 1818, il saggio Usi e pregiudizj dei contadini della Romagna, opera che è universalmente considerata il primo studio sul folklore in Italia. Naturalmente, come si evince dal titolo, è scritta in italiano; ma, nel corso del testo, Placucci riferisce i detti popolari in lingua romagnola. Si tratta quindi di un'ottima fonte per uno studio sull'evoluzione della lingua romagnola popolare.

Sono egualmente interessanti le raccolte di detti pubblicate a partire dal terzo quarto del XX secolo: si tratta delle testimonianze e dei ricordi delle ultime generazioni di romagnoli madrelingua.
Prima metà del Novecento
Si ricordano,
- nell'area ravennate: Olindo Guerrini (i suoi Sonetti romagnoli furono pubblicati postumi dal figlio) e Francesco Talanti (1870-1946), entrambi di Sant'Alberto; il lughese Lino Guerra (1891-1930) e il barbianese Nettore Neri (27 gennaio 1883 - 24 giugno 1970)[24];
- nell'area forlivese: Aldo Spallicci, bertinorese (prolifico autore di poesie nonché di versi di cante romagnole);
- nell'area cesenate: Cino Pedrelli (1913-2012) (La cumetta. Versi romagnoli, 1949)
- nell'area riminese: Giustiniano Villa (1842-1919), di San Clemente (noto ed affermato autore di zirudelle);
- nell'imolese: Luigi Orsini (1873-1954).

Seconda metà del Novecento
La poesia in lingua romagnola conobbe una nuova fioritura a partire dagli anni 70.  L'area santarcangiolese produsse poeti di primissimo piano. In gioventù si riunirono nel «Circal de' giudéizi». In età matura produssero opere che li resero famosi presso il grande pubblico. A fare da spartiacque fu la raccolta I Bu [I buoi] di Tonino Guerra (1920-2012). Pubblicata da Rizzoli nel 1972, ottenne una sorprendente risonanza nazionale; se fino ad allora era difficile per i poeti romagnoli trovare un editore, questa difficoltà venne superata. Le nuove pubblicazioni si susseguirono a ritmo ravvicinato: Nino Pedretti (1923-1981), di Santarcangelo come Guerra, uscì nel 1975 con Al vòusi; nello stesso anno fece il suo esordio il ravennate Tolmino Baldassari (Al progni sérbi); nel 1976 fu la volta di un altro santarcangiolese: Raffaello Baldini (E' solitèri). Nello stesso anno il cesenate Walter Galli (1921-2002) pubblicò La pazinzia. Nel 1980 esordì Giuliana Rocchi (1922-1996) con La vóita d'una dona. Accanto a Baldini, a Guerra e alla Rocchi, è necessario ricordare Gianni Fucci, che pubblicò la sua prima raccolta nel 1981 (La mórta e e' cazadòur), Giovanni Nadiani (1954-2016) e Nevio Spadoni, attivo dal 1985. Sante Pedrelli (1924-2017) esordì con la sua prima raccolta poetica nel 1993, a quasi settant'anni d'età. Si ricorda inoltre Giuseppe Bellosi (Maiano Nuovo di Fusignano, 1954) etnologo, glottologo e poeta. Tra le nuove generazioni che adottano la lingua romagnola in poesia si citano Francesco Gabellini (Riccione, 1962), Alex Ragazzini (Faenza, 1973) e Annalisa Teodorani (Rimini, 1978).

### Dizionari

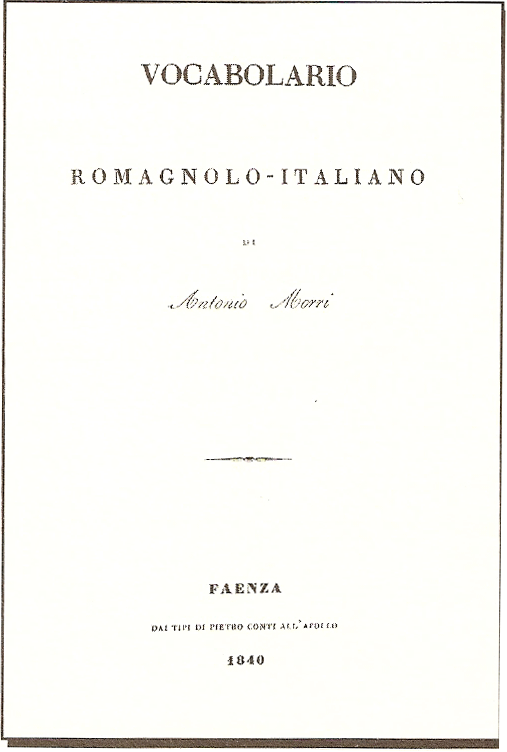
La prima edizione del Vocabolario Romagnolo-Italiano di Antonio Morri (1840).

Risale alla fine del XVII secolo una raccolta manoscritta di circa duecento termini del dialetto di Ravenna, intitolata Proverbij ravegnani tradotti in buona lingua toscana. Aldo Aruch lo pubblicò per primo sull'«Archivio glottologico italiano» all'inizio del XX secolo. Il saggio era intitolato Un lessichetto ravennate del XVII secolo. Da allora il manoscritto è conosciuto prevalentemente con questo nome (testo completo).
Il primo vocabolario Romagnolo-Italiano fu redatto da don Giorgio Antonio Morini (1777-1844). Morini era faentino: non a caso l'opera portò il titolo di Vocabolario Faentino e Italiano. Si tratta di un manoscritto non datato. Nel 1840 il concittadino Antonio Morri (1793-1868) pubblicò il suo vocabolario Romagnolo-Italiano, frutto di dieci anni di lavoro. Entrambi i dizionari erano destinati ai parlanti nativi romagnoli, la quasi totalità della popolazione, per far loro conoscere i vocaboli della lingua italiana al fine di scriverli correttamente (versione digitalizzata). A Lugo Domenico Ghinassi (1811-1880), letterato e scrittore, pubblicò il Dizionario Lughese-Italiano.
Nel 1879 uscì, per i tipi della Galeati di Imola, il Vocabolario Romagnolo-Italiano di Antonio Mattioli (1813-1882). Conteneva soprattutto vocaboli del dialetto di Castel Bolognese e delle colline a sud del paese. L'opera era destinata agli studenti, al fine di aiutarli a trovare il corrispondente italiano delle parole in romagnolo (versione digitalizzata).
Nel 1960 apparve il Vocabolario romagnolo-italiano del ravennate Libero Ercolani (1914-1997). Può essere definito il primo dizionario in senso moderno del romagnolo. Come dichiarava l'autore, nella Nota all'edizione del 1971, scopo dell'opera fu «la conservazione e la difesa del patrimonio culturale romagnolo, indissolubilmente legato a un dialetto che ancora conserva una tenace vitalità». Utilizzando come base il proprio dialetto, quello delle Ville Unite, la parte sud del comune di Ravenna, Ercolani registra numerosi vocaboli di altre aree (riminese, fusignanese, brisighellese...). Unico tra i lessicografi romagnoli, Ercolani aggiunge la spiegazione dell'origine dei vocaboli (versione digitalizzata).
Nel 1982 uscì a Villa Verucchio il Dizionario romagnolo (ragionato), frutto dell'opera ventennale di Gianni Quondamatteo. Il dizionario è centrato sul dialetto riminese, ma registra anche termini provenienti da altre aree della Romagna. Caratteristica distintiva è il presentare solo vocaboli "autenticamente" dialettali, escludendo cioè i termini entrati nel romagnolo attraverso la lingua italiana.
Diversa dalla serie di opere conosciute, anche per la mole, è Par nôn scurdës. Un vocabolarietto da leggere di Paolo Bonaguri (1995). L'opera, raccoglie oltre 2000 vocaboli; ogni lemma romagnolo ha il corrispondente in italiano, inoltre sono forniti degli esempi di utilizzo concreto di ciascun termine.
Nel 1996 esce il Vocabolario romagnolo italiano di Adelmo Masotti. L'opera è il frutto di una ricerca sulla zona che si estende dalla campagna ravennate al Sillaro. Nel dizionario sono presenti anche termini derivati dall'italiano nonché dalle lingue straniere moderne.
L'ultimo dizionario di una parlata romagnola è uscito nel 2015: è il Vocabolario del dialetto sampierano, riguardante il dialetto di San Piero in Bagno (alta valle del Savio, nella Romagna toscana), ricco di termini toscani e dalla pronuncia caratteristica. Nello stesso anno è uscita la seconda edizione del Dizionario di dialetto romagnolo di Bruno Sacchini. A distanza di quindici anni dalla prima (2000), il numero di pagine è più che raddoppiato. Contiene oltre 3.500 voci. L'autore, che ha raccolto i termini del dialetto di Savignano sul Rubicone e dintorni, ha inteso trattare dettagliatamente i dittonghi, caratteristica della pronuncia di questa zona, che la distingue dal resto della Romagna.
Una ricerca lessicografica che ha affrontato un nuovo argomento è stata realizzata nel 2017 da una studentessa universitaria, Linda Castelli: riguarda i prestiti lessicali francesi nel romagnolo. Secondo l'autrice i periodi in cui l'afflusso di termini francesi in Romagna fu più significativo furono due: l'Alto Medioevo e il XVIII-XIX secolo. Il primo periodo è collegato con la dominazione militare dei Franchi di Carlo Magno, che nel 774 sconfissero i Longobardi ed annettero i loro territori, tra cui l'ex Esarcato di Ravenna. La seconda ondata è connessa con il prestigio internazionale della lingua francese, che nel Sette-Ottocento fu utilizzata dalle élite di tutta Europa. Nella ricerca vengono elencati oltre 100 vocaboli.

In romagnolo la parola “lira” come unità di conto non mai entrata a far parte del lessico. L’unità di conto è sempre stata denominata frânc, alternata da scud per indicare una moneta da 5 lire (100 scud = 500 frënc). Il termine è rimasto in uso fino all'introduzione dell'euro in Italia (2002).

### Versioni di opere celebri
Sacra Bibbia
- Antonio Morri, E' Vangeli sgond S. Matì (prima edizione 1865);
- Nevio Spadoni ha tradotto il Pentateuco (i primi cinque libri della Bibbia, dalla Genesi al Deuteronomio): Fiat Lux! E' fat dla creazion (2011);
- Paolo Borghi, Qohelet (Ecclesiaste);

Divina commedia
Traduzioni integrali (in ordine cronologico):
- Luigi Soldati (1893-1974)[38], La Cumégia. La Divina Commedia di Dante Alighieri tradotta in romagnolo, presentazione di Tullio De Mauro, revisione del testo e introduzione di Giuseppe Bellosi, Ravenna, Longo, 1982.
- Filippo Monti (Filèp), L’Inferan. E’ Purgatori. E’ Paradis. Tre volumi. Faenza, Publialfa, 1997 - 2000 - 2003.
- Gianfranco Bendi (1940-2019), L’Inféran, libera traduzione in dialetto romagnolo della prima cantica dantesca, Forlì, CartaCanta, 2009. Idem, E’ Purgatóri, libera traduzione della seconda cantica dantesca in dialetto romagnolo, Forlì, Risguardi, 2013. Idem, E’ Paradis, Libera traduzione della terza cantica dantesca in dialetto romagnolo, Forlì, Risguardi, 2017.

Traduzioni parziali (in ordine cronologico):
- Giuseppe Acquisti, Francesca d’Aremin (a imitazion d’Dant), in Poesie forlivesi di A.G., Forlì, Tipografia Casali, 1844.[39]
- Francesco Talanti (1870-1946), 'Saggi di traduzione della Divina Commedia in dialetto romagnolo (1933)[40]
- Leopoldo Merendi (1910-1987)[41], Saggio di traduzione interpretata in dialetto romagnolo della Divina Commedia: Inferno, Canto quinto (1972)
- Adolfo Margotti, Saggio di traduzione della Divina Commedia, Inferno, Canti IV - XXXIII (Fusignano, senza data)
- Silvio Lombardi. Un inféran. Imola, La Mandragora, 2015.

Altre opere
Renzo Bertaccini e Gilberto Casadio hanno tradotto Il piccolo principe di Antoine de Saint-Exupéry, con il titolo E' prinzipì.

### Traduzioni di opere dal romagnolo alle lingue europee
In inglese
- Tonino Guerra, The oxen (traduzione de I bu)
- Raffaello Baldini, Small talk (Ciàcri), 2009; The honey (Il miele)
- AA.VV, Poets from Romagna, 2013 (antologia di liriche di poeti romagnoli)

In spagnolo
- Giovanni Nadiani, Ningún sitio, 2010 (Invèll).

In catalano
- Tonino Guerra, La mel (E'mél), 2018.

### Premi letterari
Il più importante premio di poesia in lingua romagnola è «La Pignataza» (la pentolaccia). Fu istituito nel 1967 dal bertinorese Aldo Spallicci insieme a tre amici di Castel Bolognese: Oddo Diversi, Fausto Ferlini ed Ubaldo Galli. Il premio ha cadenza triennale. Sono intitolati a Spallicci altri due concorsi letterari:
- «Omaggio a Spaldo», organizzato a Bertinoro dal 2002[43];
- «Aldo Spallicci» assegnato a Cervia dal 1998. Un altro concorso che si tiene a Cervia è «Scrivile» (dal 2015)[44].

L'Istituto Friedrich Schürr organizza due premi letterari: E' Fat, concorso di prosa fondato nel 2001, e E' Sunet, concorso di poesia fondato nel 1983 e gestito dall'istituto dal 2012.

Altri premi letterari sono assegnati a:
- Montenovo di Montiano (Forlì-Cesena): premio «Sauro Spada» (dal 2009)[45];
- Pieve Acquedotto (Forlì-Cesena), premio letterario «Antica Pieve» (dal 1996)[46];
- San Pietro in Vincoli (Ravenna), concorso di poesia in romagnolo «La Zirudela» (dal 2008)[47];
- Mordano (Bologna), nell'ambito del concorso letterario nazionale «Convivium in honorem" (dal 2017)[48].

## Il teatro
Il teatro in lingua romagnola fiorisce all'inizio del Novecento, ma le sue origini sono ben più antiche. Abbiamo già accennato alle cinquecentesche Commedia Nuova... molto diletevole e ridiculosa, di Piero Francesco da Faenza, e al Pvlon matt. Cantlena aroica di anonimo di San Vittore di Cesena.
Nel periodo del carnevale, durante i trebbi (veglie) nelle case coloniche (cioè quando, durante l'inverno, più famiglie di contadini passavano le serate tutti insieme riunendosi, a turno, a casa di uno o dell'altro), venivano spesso proposte delle scenette irriverenti che suscitavano riso e ilarità. Da qui nacque una tradizione che, dalla lingua orale, è passata alla parola scritta. Alla metà dell'Ottocento risalgono le scenette comiche redatte dal verucchiese Carlo Celli e la breve opera del riminese Ubaldo Valaperta La Franzchina dall'aj (1868), che descrive un quadro di vita popolare.
Ai primi del Novecento il faentino Giuseppe Cantagalli ideò il personaggio di "Lovigi Gianfuzi", il "letterato" che, con un linguaggio farcito di improbabili termini forbiti, frammisti a esilaranti dialettismi, commenta i fatti della vita sociale.
Il primo autore importante del teatro in romagnolo fu Eugenio Guberti (Ravenna, 5 gennaio 1871 - Campiano, 3 marzo 1944). Trasse ispirazione dalla vita quotidiana della sua città, Ravenna, per scrivere esilaranti commedie. Tra le più conosciute vi sono: E zenar (Il genero), I bragòn (I pantaloni), Casa Miccheri, E' Bulo (Il bullo). Il capolavoro di Guberti fu Al tatar (Le pettegole), scritta nel 1920 e portata in scena al teatro Rasi il 13 marzo 1921 dalla «Società artistica drammatica musicale ravennate». La commedia, che rispecchiava la vita ravennate dell'epoca, riscosse subito un grande successo.
Proprio a seguito di questo successo, nel 1924 si consolidò la «Compagnia dialettale ravennate», che ebbe tra i fondatori Arturo Cellini, scrittore di poesie. Nel 1929 ottenne grande successo la comicissima Maridèv, burdèl, maridèv! (Sposatevi, ragazzi, sposatevi!) del ravennate Guido Umberto Maioli. Un altro rappresentante della commedia farsesca e ridanciana fu il ravennate Eligio Cottignoli. Le sue più fortunate pièce, Cla bèla famiulèna e Se ognon e' badess a ca' su, ottennero più volte il tutto esaurito. Nelle antiche filodrammatiche, tutti i personaggi erano interpretati da attori uomini.
Nello stesso periodo iniziarono a scrivere commedie due grandi personaggi, nonché amici nella vita, entrambi originari di San Zaccaria, frazione di Ravenna: Icilio Missiroli e Bruno Marescalchi. Quest'ultimo sarebbe diventato il maggior esponente del teatro romagnolo del suo tempo. Nato nel 1905, farmacista, Marescalchi fu autore di celebri commedie, come La burdëla incajeda (la ragazza che non riesce a trovare marito), La mân d'ê mél, Gigiò e va int i fré e La ca' 'd Sidori. I personaggi che scaturirono dalla sua penna, come Arbalòn, Balzanè e Ovdur, rappresentano i caratteri tipici in cui si riconoscono ancora oggi i romagnoli. Furono 22 le commedie firmate da Marescalchi.
La creatività di questi autori subì un arresto durante il regime fascista. Per motivi legati all'anti-regionalismo propugnato dal regime, le lingue locali vennero abolite e, di conseguenza, anche le recite che portavano in scena la vita e le usanze della gente di un tempo non furono più gradite.
Dopo la caduta del fascismo, tutti gli autori ripresero la loro produzione. Uno dei primi fu Guido Umberto Maioli (si firmò con lo pseudonimo Euclide 'd Bargamen) con A i temp 'd Landon (Ai tempi di Landoni) dove drammatizza la morte di Anita Garibaldi. Un altro autore di primo piano fu Bruno Gondoni (1905-1976), autore di una ventina di opere rappresentate in tutti i teatri della Romagna. A differenza degli altri commediografi, scrisse opere drammatiche, in cui portò in scena i drammi umani e sociali del tempo. Il suo capolavoro fu La Broja (L'erba palustre, 1956), ambientata nelle paludi di Ostia nel 1886, con la quale Gondoni mise in scena il dramma dei braccianti romagnoli nella bonifica dell'Agro Romano. Poco alla volta, rifiorirono anche le compagnie teatrali. Oggi il teatro dialettale è tornato a divertire i romagnoli di tutte le generazioni. Le compagnie romagnole più rinomate e celebri sono:
- la Filodrammatica Berton di Faenza, fondata nel 1883 dai Salesiani; è stata diretta da Giuliano Bettoli fino alla morte (2017);
- la "Rumagnola C.D.T." (Compagnia Dilettantistica Teatrale) di Bagnacavallo, fondata nel 1940 da Guido Fiorentini[52];
- il "Gruppo d'Arte Drammatica (GAD) ENAL" di Lugo, fondato il 6 febbraio 1947 da Luigi Geminiani e Otello Prati;
- la "Cumpagnì dla Zercia" di Forlì (da Via Cerchia, la strada dove ha sede la compagnia)[53];
- Il "Piccolo Teatro Città di Ravenna" - GAD Gino Caprara, fondata nel 1971 e oggi diretta da Roberto Battistini;
- "La Compagine" di San Lorenzo di Lugo (nata nel 1973, vincitrice nel 2010 di un premio nazionale FITA[54] per la commedia con musiche La not che Garibaldi e' vulè ins la lòna di Paolo Parmiani).
- La Filodrammatica di Casola Canina (Imola), dagli anni settanta[55].

Nel 2010 un altro premio FITA, quello per la miglior attrice caratterista, è stato assegnato all'attrice in lingua romagnola Elisa Collina.
Il Teatro delle Albe di Ravenna, fondato - tra gli altri - da Luigi Dadina e Ermanna Montanari nel 1983, ha utilizzato la lingua romagnola nei propri spettacoli interetnici (Griot fulèr, 1993).
Nella seconda metà del XX secolo i maggiori autori del teatro in romagnolo sono stati: i forlivesi Aldo Cappelli, Giovanni Spagnoli e Paolo Maltoni; il lughese Corrado Contoli (1907-1983), i faentini Ermanno Cola e Luigi Antonio Mazzoni (1947-2020) ed i riminesi Guido Lucchini (1925-2019) e Amos Piccini.

## Le cante romagnole
Nel 1894 uscì a Forlì il Saggio di canti popolari romagnoli, a cura di Benedetto Pergoli. Scopo dell'opera era raccogliere testi e musiche di cante e stornelli che, fino ad allora, erano state tramandate solamente per via orale.

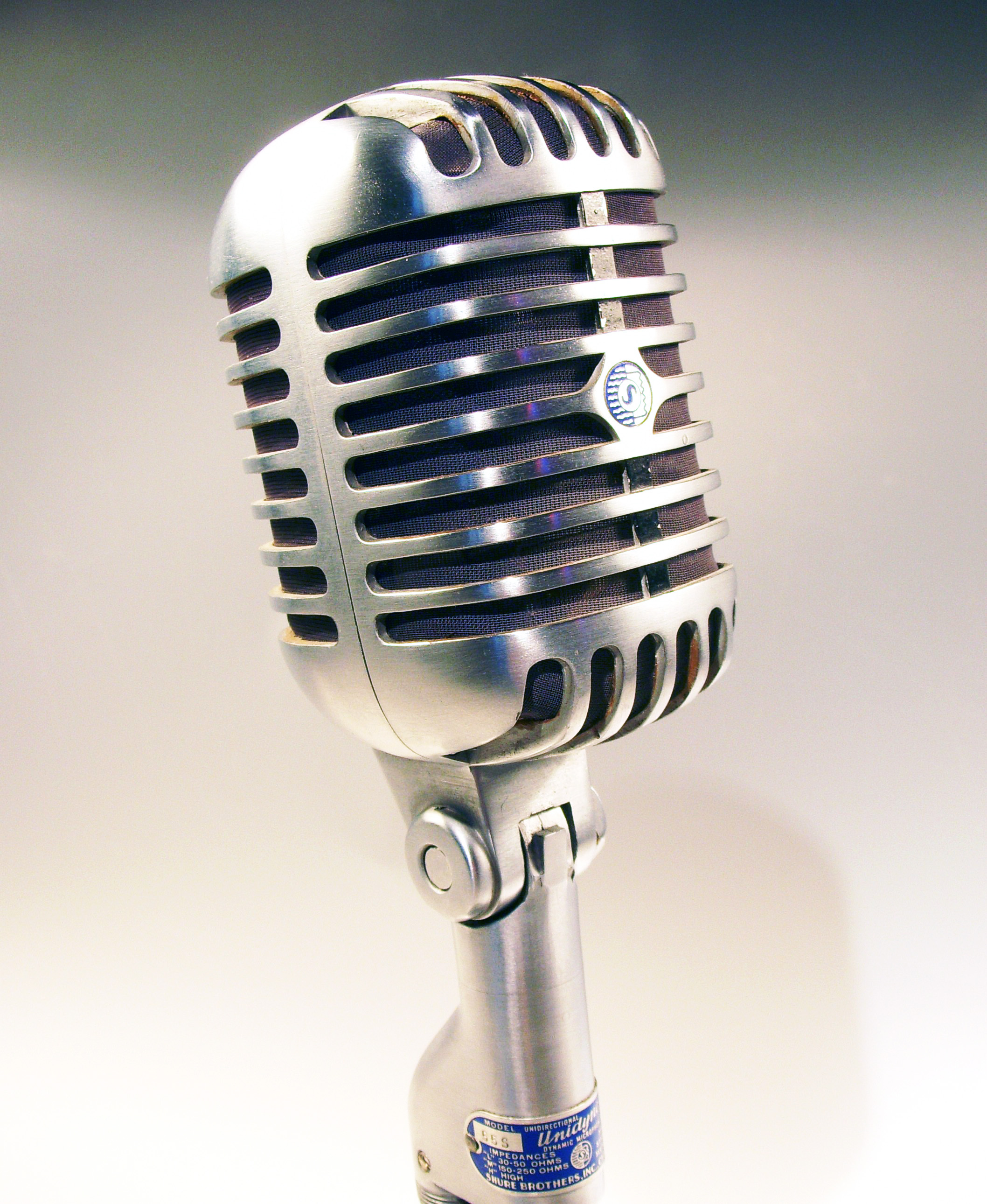
A Gramadora (durata: 3'53")

I Canterini romagnoli di Massa Lombarda (foto del 1930). Al centro, Antonio Ricci. I canterini indossano "abiti di scena", il cui disegno è basato sui vestiti dei contadini romagnoli dell'Ottocento. Elemento imprescindibile è il fazzoletto, annodato "lento" intorno al collo sopra la camicia.

Nel 1909 Francesco Balilla Pratella (1880-1955) scrisse la sua prima composizione, La 'Sina d'Vargõn (Rosellina dei Vergoni). Il musicista lughese, nello scrivere la sua prima opera per il teatro, attinse pienamente alla tradizione popolare romagnola. Ricostruì sulla scena le usanze, i personaggi e le voci della Romagna tradizionale. L'autore scrisse personalmente il libretto in romagnolo. Nello stesso periodo tre giovani forlivesi, poco più che ventenni, ispirati da Benedetto Pergoli, formarono un sodalizio allo scopo di preservare e diffondere il patrimonio musicale popolare romagnolo. Erano: Aldo Spallicci, medico e poeta (1886-1973), Antonio Beltramelli, scrittore (1879-1930) e il musicista Cesare Martuzzi (1885-1960). Nel 1910 Cesare Martuzzi costituì a Forlì un complesso di coristi (inizialmente solo maschile) denominato «Canterini romagnoli». Da allora il termine entrò nell'uso. Oggi in Romagna si chiamano "canterini romagnoli" tutte le formazioni che eseguono il repertorio della musica popolare tradizionale. Mario Lazzari fu tra i maggiori interpreti del genere nella prima metà del secolo. Una delle cante più note in assoluto del duo Martuzzi-Spallicci (il primo autore delle musiche, il secondo autore dei testi) è A Gramadora (1910):
(A Gramadòra)
Il gruppo, cui nel frattempo si era unito Balilla Pratella, cercò anche di arricchire l'antico repertorio attraverso la creazione di nuove canzoni d'autore. Ne scaturì un'abbondante messe di "cante in coro", che furono pubblicate dapprima su Il Plaustro (1911-14), poi su La piê (dal 1920), la rivista ufficiale del sodalizio, fondata e diretta da Spallicci.
Nel primo dopoguerra, sulla scia della felice intuizione di Martuzzi e Spallicci, nacquero corali polifoniche in tutta la Romagna. Balilla Pratella, insieme con il poeta Lino Guerra, fondò una sua società di canto popolare a Lugo, che chiamò «Camerata lughese dei canterini romagnoli» (1922). Pietro Tarabusi fondò e diresse la Camerata di Imola (1927), Antonio Ricci (1896-1976) quella di Massa Lombarda (1929) e Domenico Babini (1901-1971) fondò nel 1935 la Camerata di Russi. Del primo furono celebri La sfujareja e La cânta d'la pulénta, su versi di Luigi Orsini; del secondo La cânta d'Ross, La sîra in campâgna e, soprattutto, E' mêl d'amor (Il mal d'amore). La Camerata più numerosa rimane invece quella fondata nel 1929 da Bruto Carioli (1902-1983), farmacista di San Pietro in Vincoli (frazione di Ravenna). Da ricordare anche i canterini di Longiano (1933-1996), fondati da Roberto Turchi con la sorella Gabriella, la camerata di Coccolia (Ravenna) fondata da Guido Bianchi nel 1936, mentre nel capoluogo provinciale la compagnia di canti tradizionali fu fondata nel 1961 col nome «Gruppo Corale Pratella-Martuzzi».
Francesco Balilla Pratella, nonostante fosse diventato uno dei maggiori esponenti della musica futurista, musicò molte composizioni in versi di Aldo Spallicci. Tra esse diventarono famose: A la carira (Lungo la strada di campagna), La fasulera, Al fugarén (Il fuoco del camino), Burdëli ch'va a la festa (Ragazze che vanno alla festa), ed altre.

Balilla Pratella approfondì negli anni successivi i suoi studi, fino a dare alle stampe, nel 1938, un'opera organica: Etnofonia di Romagna. Secondo l'autore, la storia del canto popolare romagnolo può essere suddivisa in tre fasi:
1. Cante della vecchia Romagna: testi e musica in romagnolo (dalla nascita del verso sillabico rimato fino al XVII secolo). Sono le cante a una voce di derivazione arcaica, gregoriana o laudi francescane del XIII e XIV secolo che si sono tramandate oralmente. Sono anonime sia per la musica che per il testo;
2. Cante popolari romagnole: l'italiano soppianta il romagnolo nei testi, dalla monodia si passa alla polifonia, mentre la musica rimane inalterata (dal XVII alla prima metà del XIX secolo). Appartengono a questo genere orazioni, filastrocche, ninne nanne e canti di argomento storico o legati a solennità religiose;
3. Cante della nuova Romagna: coprono il periodo che va dalla fine del XIX secolo ad oggi. Si tratta di canzoni e cante che si collocano tra la musica colta (appaiono le firme di maestri come Balilla Pratella, Martuzzi e altri) e il folclore (i versi, in romagnolo, sono anch'essi firmati. Un nome su tutti: Aldo Spallicci)[74]. Sono prevalentemente polifoniche.

Si deve a Secondo Casadei l'invenzione della canzone romagnola ballabile: una su tutte, la popolare "Un bès in biciclèta", scritta nel 1935.

## Fonologia e grafia

### Vocali toniche
| Alte  | (i ì)   | iː ī    | iː ī    | -     | -    | (u ù)   | uː ū    | uː ū | Sillaba aperta |
| Medie | -       | eː~ej é | eː~ej é | -     | eə̯ ê | -       | oː~ow ó | oə̯ ô | Sillaba aperta |
| Basse | ɛ~a è~à | -       | ɛə̯ ē    | (a à) | aə̯ á | ɔ~a ò~à | -       | ɔə̯ ō | Sillaba chiusa |

| Alte  | (i ì) | iː ī | -     | -    | (y ) | uː ū    | Sillaba aperta |
| Medie | -     | eː é | -     | eə̯ ê | -    | oː~ow ó | Sillaba aperta |
| Medie | e ẹ   | -    | -     | -    | ø ọ  | -       | Sillaba chiusa |
| Basse | ɛ è   | ɛɛ ē | (a à) | aə̯ á | œ ò  | ɔɔ ō    | Sillaba chiusa |

#### Origine delle vocali
| Origine latina | Sillaba chiusa  | Sillaba aperta | Sillaba aperta |
| -------------- | --------------- | -------------- | -------------- |
| ē, ĭ           | ɛ è / a à       | ej é           | ej é           |
| ō, ŭ           | ɔ ò / œ ò / a à | ow ó           | ow ó           |
| ĕ              | ɛə̯ / ɛː ē       | ej é           | iː i           |
| ŏ              | ɔə̯ / ɔː ō       | oə̯ ô / ow ó    | uː u           |
| ă, ā           | aə̯ a            | eə̯ ê           | eə̯ ê           |
| ī              | ɛ è / e ẹ / a à | iː i           | iː i           |
| ū              | ɔ ò / ø ọ / a à | uː u           | uː u           |

#### Introduzione

##### Metodo
Una trattazione specialistica richiederebbe la definizione di ogni fonema a partire dall'insieme delle sue realizzazioni possibili e dall'individuazione dei tratti articolatori distintivi. Qui però adotteremo una trattazione meno specialistica, individuando i fonemi per mezzo di alcune parole in cui compaiono. Parleremo, ad esempio, della “e” che si trova nella parola corrispondente a «fratello», che in quasi tutti i dialetti romagnoli è la stessa “e” che si trova nella parola corrispondente a «terra» eccetera.

##### Vocali lunghe e brevi
Una delle caratteristiche fondamentali della vocalismo tonico dei dialetti romagnoli è la presenza di vocali lunghe e brevi. Secondo certe scuole di fonetica le vocali lunghe si possono trascrivere usando il semplice crono, ad es. [a:], ma le vocali lunghe dei dialetti romagnoli sono spesso dei dittonghi, e quando non sono dei dittonghi hanno comunque la durata di un dittongo (tant'è che a volte due parlate di uno stesso dialetto possono differire proprio per la dittongazione o la monottongazione di una certa vocale, a parità di durata). Dunque è opportuno intendere le vocali lunghe come vocali che hanno comunque la durata di un dittongo, anche quando sono sostanzialmente dei monottonghi.
Ad esempio nei dialetti della Romagna centrale si trova una vocale lunga, spesso dittongata, nella parola corrispondente a «fratello», mentre si trova una vocale breve in quella corrispondente al plurale «fratelli». A causa della diffusa dittongazione, è invalso l'uso di scrivere la vocale lunga del singolare con una dieresi, per cui si scrive fradël, mentre la vocale breve si scrive abitualmente con l'accento grave, sicché il plurale è fradèl.
Per quel che riguarda la percezione dei parlanti, si consideri che le diverse durate delle vocali inducono delle alterazioni nella durata delle consonanti seguenti, quando ve ne sono. Infatti, per un fenomeno correlato a quello dell'isocronismo sillabico, la consonante che viene dopo una vocale tonica breve tende ad allungarsi. Ad esempio il plurale fradèl si pronuncia spesso [fradɛl:] (o [fradel:] o, più spesso, con una e che ha un'apertura intermedia fra [ɛ] e [e]). Alcuni romagnoli sono particolarmente sensibili alla quantità consonantica, per cui possono percepire l'opposizione fra la vocale lunga e quella breve come opposizione quantitativa fra le consonanti che seguono. Tale sensibilità induce alcuni a scrivere, intuitivamente, il singolare con una sola l e il plurale con due: fradell vs. fradell. Alla base di questa sensibilità ci sta comunque il tratto distintivo della quantità vocalica, ed è questo che bisogna fare riferimento per esprimere il vocalismo tonico dei dialetti romagnoli.

#### Vocalismo della pianura ravennate-forlivese
I dialetti della pianura ravennate-forlivese sono abbastanza uniformi, nel senso che si hanno per lo più gli stessi fonemi vocalici, distribuiti nelle stesse parole (ma non mancano eccezioni, come ad. es. la parlata del centro storico di Lugo). Questo non significa che la pronuncia di tali fonemi sia la stessa su tutto il territorio, ma le differenze nella pronuncia si pongono a livello fonetico, non fonologico.

#### Le "e" orali
Le “e” orali (cioè, non nasali) di questi dialetti sono quattro.
La grafia adottata dai vari autori non è la stessa, per cui si può fare riferimento a ognuna di queste “e” elencando alcune parole nelle quali si trovano, e riportando la grafia degli autori principali. In particolare faremo riferimento al Vocabolario di Antonio Morri, a quello di Mattioli, a quello di Libero Ercolani, al Vocabolario comparato dei dialetti romagnoli (nel seguito VC), che si trova alla fine del secondo volume di Romagna civiltà di Gianni Quondamatteo e Giuseppe Bellosi, e al Vocabolario di Adelmo Masotti.
VC è un dizionarietto che riporta solo le parole di uso più comune, e non è noto come i due vocabolari maggiori. Tuttavia è un'opera importante, perché mette a punto, per i dialetti della pianura ravennate-forlivese, la grafia che oggi è maggiormente diffusa. Benché l'opera sia firmata da Quondamatteo e Bellosi, sappiamo che il primo conosceva più che altro i dialetti orientali (in particolare il riminese), per cui si può supporre che la grafia per i dialetti centro-occidentali sia stata messa a punto da Giuseppe Bellosi.
Ecco alcuni esempi per le quattro “e” (lo sfondo grigio è associato alle grafie più antiche):
|                                                                                                  | Latino                                                                                | Latino | Latino         |         | Morri (1840)                                    | Mattioli (1879)                                        | Ercolani (1960-71)                                        | VC (1977)                            | Masotti (1996)                                            |
| ------------------------------------------------------------------------------------------------ | ------------------------------------------------------------------------------------- | ------ | -------------- | ------- | ----------------------------------------------- | ------------------------------------------------------ | --------------------------------------------------------- | ------------------------------------ | --------------------------------------------------------- |
| «sette» «fratello» «(qual)cosa» «vecchio» «terra» «guerra» «mezzo» «pezzo» «testa» «pelle»       | «septem» «frātellus» «uetulus» «terra» «werra» «medius» «pettia» «testa» «pellis»     | ĕ      | sillaba chiusa | [ɛə~ɛɛ] | è sètt fradèll quèll vècc gvèra pèzz            | è sèt fradèl quèl vèc tèra guèra mèz pèź tèsta pèl(a)  | ë sët fradël cvël, quël vëcc tëra gvëra mëẓ pëz tësta     | ë sët fradël quël tëra pëz tësta     | ë sët fradël quël vëcc tëra guëra mëẓ pëz tësta pël(a)    |
| «stretto» «quello» «secco» «freddo» «mettere» «peggio» «diritto» «mille» «zitto» «villa» «pizzo» | «strictus» «eccu illu» «siccus» «frīgidus» «mittō» «peior» «dīrēctus» «mīlle» «uīlla» | ĭ(ē,ī) | sillaba chiusa | [ɛ]     | é strétt quéll sécch pézz drétt méll zétt vélla | é strét quél séch fréd métar péz drét mél zét véla péź | è/e stret cvèl, quèl sec fred mètar pèẓ dret mèl zet vèla | è/e quel sech fred mètar peẓ mel zet | è strèt quèl sèc frèd mètar pèẓ drèt mèl zèt vèla pèz     |
| «andare» «chiaro» «naso» «male» «quale» «pace» «palo» «nave»                                     | *and(i)tāre                                                                           | ā,ă    | sillaba aperta | [eə]    | ê andê(r) cêr nês mêl quêl                      | ê andê cêr mêl quêl pês pêl nêv(a)                     | ê andêr cêr nêṣ mêl cvêl, quêl                            | ê andê cêr nêṣ mêl quêl              | ê andêr cêr mêl quêl pêş pêl nêv(a)                       |
| «miele»                                                                                          |                                                                                       | ĕ      | sillaba aperta | [ej~ee] | ë mël                                           | ë mël                                                  | ē mēl                                                     | é mél                                | é mél                                                     |
| «mela» «melo» «peso» «mese» «velo» «vela» «neve» «metro» «merlo» «perdere» «pelo»                | *mēla mālum                                                                           | ē      | sillaba aperta | [ej~ee] | ë mëla mël pës mës vël nëv                      | ë mëla mël pës mës vël vëla nëv mëtar mëral përdar pël | ē mēla mēl pēṣ mēṣ vēl vēla nēv mētar mēral pērdar        | é péṣ vél név(a) métar pérdar        | é méla mél péş méş vél véla név(a) métar méral pérdar pél |

Si osservi che non tutte le parole si trovano in tutti i testi. Il Vocabolario del Morri è carente non tanto perché mancano i lemmi, ma perché sulle vocali toniche di alcuni lemmi non è riportato il diacritico. Quanto al Vocabolario comparato, s'è già detto che non ha la pretesa di essere un vocabolario completo.
I vari autori adottano la seguente grafia per scrivere le quattro “e” di questi dialetti:
- la "e" di «fratello» è scritta è da Morri e Mattioli, mentre a partire da Ercolani è scritta ë;
- la "e" di «secco» è scritta é da Morri e Mattioli, mentre Ercolani la scrive è, ma solo sulle parole che possono porre ambiguità (in particolare per la posizione dell'accento), altrimenti l'accento grave è l'accento “di default”; Quondamatteo e Bellosi si regolano come Ercolani, mentre Masotti scrive sempre l'accento;
- la "e" di «male» è scritta ê da tutti gli autori;
- la "e" di «mela» è quella su cui c'è maggiore discordanza grafica: Morri e Mattioli la scrivono ë, Ercolani la scrive ē, Quondamatteo e Bellosi la scrivono é, e lo stesso fa Masotti.

Come s'è detto, oggi si usa prevalentemente la grafia di VC, che si può considerare la grafia moderna per questi dialetti.
Peraltro la grafia delle "e" adottata da Bellosi è la stessa che si trova nella Grammatica del dialetto romagnolo di Ferdinando Pelliciardi. Ora, i Cenni grammaticali di Bellosi si trovano in un volume che risulta «Finito di stampare nel dicembre 1977», e anche la Grammatica di Pelliciardi riporta la stessa datazione: «Finito di stampare nel mese di dicembre 1977».
Particolarmente importante per l'unificazione della grafia è stata la creazione, alla metà degli anni Ottanta del XX secolo, di un'apposita commissione, voluta dall'associazione «Amici dell'arte» di Cervia. Gli studiosi che la componevano erano Tolmino Baldassari, Giuseppe Bellosi, Libero Ercolani, Gianni Fucci, Leonardo Maltoni, Sergio Morgagni, Augusto Muratori, Cino Pedrelli, Dino Pieri e Vittorio Tonelli, con l'adesione di Guido Laghi e Gianni Quondamatteo. I lavori del gruppo di studio furono pubblicati nel novembre 1986 nel libretto Regole fondamentali di grafia romagnola (in seguito RF) (versione digitalizzata).
Alle norme proposte dalla commissione aderirono in seguito numerosi autori e anche le redazioni di alcune importanti riviste. Nel 1998 la redazione de «la Ludla», la rivista dell'Istituto Friedrich Schürr, le recepì nel libretto Norme di grafia romagnola (in seguito NGR).
Nel seguito si farà riferimento ai quattro fonemi adottando la grafia moderna di VC (Gianni Quondamatteo 1977), RF (1986) e NGR (1998).

##### Pronuncia secondo la percezione dei parlanti
Analisi moderne (2001-2014)
Dopo i celebri lavori di F. Schürr, fino alla fine del XX secolo non si sono prodotte analisi sistematiche e approfondite sulla fonetica dei dialetti della pianura ravennate-forlivese.
Un'intensa ripresa degli studi s'è avuta invece all'inizio di questo secolo, con la pubblicazione di vari e saggi e articoli, di cui tre particolarmente rilevanti:
1. Nel 2001 Daniele Vitali ha raccolto alcune interviste nella zona di Faenza e Lugo e le ha sottoposte a Luciano Canepari, che ne ha tratto la fonosintesi che si trova nel suo Manuale di Fonetica (MFo) del 2003 (p. 272)[84].
2. Lo stesso Vitali in seguito ha raccolto altre interviste, analizzandole con la consulenza fonetica di Luciano Canepari. Il frutto di quest'analisi è il saggio L'ortografia romagnola (in seguito OR), pubblicato da Vitali nel 2009 (versione online aggiornata a novembre 2013).
3. Nel 2010 Vitali ha poi avviato una collaborazione con Davide Pioggia, incrementando notevolmente il numero delle interviste e i dialetti analizzati. Tale approfondimento ha portato alla pubblicazione, nel gennaio del 2014, del saggio Dialetti romagnoli (in seguito DR), ancora con la consulenza fonetica di Luciano Canepari.

I quattro fonemi di tipo "e", già noti alla lessicografia e alla letteratura della Romagna centrale fin dai tempi di Antonio Morri, vengono chiaramente individuati in OR da Daniele Vitali, che li trascrive /e, eə, ɛ, ɛə/ (in grafia moderna: é, ê, è, ë).
Secondo Vitali la pronuncia di tali fonemi è la seguente:
- ë può essere un dittongo oppure una vocale "diritta" [ɛɛ];
- ê è sempre un dittongo di centratura (il secondo elemento, centralizzato, è quello che i parlanti associano ad una "a", riconoscendo la coloritura della centralizzazione);
- é è una vocale foneticamente lunga (nel senso che ha comunque la durata di un dittongo) che ha realizzazioni estremamente variabili nei suoi elementi: dalla semplice realizzazione "diritta" [ee] fino a un dittongo di chiusura, o altre varianti;
- è è una vocale breve aperta o più spesso semiaperta.

L'approfondimento successivo, condotto dallo stesso Vitali in collaborazione con Pioggia, e con la consulenza fonetica di Canepari, ha mostrato ancora più chiaramente la notevole variabilità delle realizzazioni di questi fonemi in tutta la pianura ravennate-forlivese.
La maggior variabilità si ha per é:
- Già Vitali in OR segnalava per é una realizzazione "diritta" [ee] a Ravenna e Lavezzola. In DR Vitali e Pioggia riportano tale realizzazione come possibilità, per Ravenna (pp. 24, 99), Forlì (p. 28), Forlimpopoli (p. 71), Faenza (pp. 121–122), Lugo (p. 125), Castiglione di Cervia (p. 164).
- Piuttosto raro è trovare la é realizzata stabilmente con dittonghi estesi. Peraltro quando ciò accade si può avere come secondo elemento del dittongo una vocale un po' più aperta di [i] e, come s'è detto in precedenza, per questa ragione alcuni parlanti non riconoscono il dittongo. Se poi il secondo elemento arriva a chiudersi fino ad [i], il primo elemento tende ad aprirsi, per cui si trova spesso una vocale un poco più aperta di [e], o comunque un'oscillazione analoga a quella della vocale breve è. Questi dittonghi di chiusura erano già segnalati da Vitali in OR per San Zaccaria (p. 12), e in DR sono documentati anche a San Pietro in Vincoli (p. 102) e in alcuni parlanti di Forlì (p. 28). Vitali e Pioggia osservano che, quando la dittongazione è stabile, si potrebbe anche prendere in considerazione la possibilità di differenziare questi dialetti dagli altri, scrivendo èi anziché é (pp. 11, 102, 211), ma allo stesso tempo essi sottolineano l'importanza di disporre d'una grafia unitaria per la pianura ravennate-forlivese (p. 102).
- Più complicato, ma non raro, è il caso in cui si hanno frequenti oscillazioni fra realizzazioni "diritte" [ee] e altre chiaramente dittongate, come Vitali e Pioggia documentano ad esempio a Castiglione di Cervia (p. 164).
- Infine si trovano dialetti e/o parlate in cui la dittongazione è solo occasionale, come nel caso di Faenza (p. 121).

Secondo NGR (1998)
La dittongazione delle "e" lunghe è particolarmente accentuata nell'area forlivese e in quella delle Ville Unite. La pronuncia prevalentemente diffusa nelle Ville Unite è descritta in NGR (p. 4) nel modo seguente:
- ë : «si configura come un dittongo discendente in ea costituito da una e molto aperta e da una a evanescente»;
- ê : «si presenta come un dittongo discendente in ea costituito da una e chiusa e da una a evanescente»
- é : «si presenta come un dittongo discendente costituito da una e chiusa e da una i meno evanescente del solito, che anzi si rafforza alquanto in finale di parola».

Si osservi che gli autori di questo libretto percepiscono più distintamente la dittongazione di é quando questa si trova alla fine della parola. Tale percezione è piuttosto diffusa fra i parlanti della pianura ravennate-forlivese, come vedremo anche in seguito.
Secondo RF (1986)
La commissione che mise a punto le Regole fondamentali prese a modello le parlate della pianura ravennate-forlivese. Essa contemplò varie pronunce possibili per le quattro "e", che sono descritte nel modo seguente (p. 11):
- ë : «vocale lunga estremamente aperta oppure dittongo discendente il cui primo elemento è una e estremamente aperta e il secondo è una a evanescente»;
- ê : «dittongo discendente il cui primo elemento è una e chiusa e il secondo elemento è una a evanescente»;
- é : «vocale lunga chiusa oppure un dittongo discendente éi»;
- è/e : «vocale breve aperta o semiaperta».

Come si vede, in alcune aree tutte le "e" lunghe sono chiaramente dittongate, e percepite come tali dai parlanti. Chi esibisce questa pronuncia spesso percepisce la vocale breve non tanto in termini quantitativi, quanto piuttosto come l'unica "e" non dittongata (che come tale non richiede l'uso di diacritici particolari, per cui si usa genericamente l'accento grave, o la si lascia senza accento).
Le cose però non vanno dappertutto in questo modo, e ci sono zone in cui le vocali ë ed é non sono dittongate (o comunque non vengono percepite come tali).
La dittongazione della é è quella più variabile. Spesso il dittongo non arriva a chiudersi fino a [i], e per questo non sempre viene riconosciuto come tale. Ciò è vero in particolare nella parte più occidentale della pianura ravennate-forlivese.
Quanto a ê, se perde la dittongazione tende a confondersi con é, come vedremo meglio in seguito, per cui la possibilità di distinguere chiaramente quattro "e" presuppone solitamente la dittongazione di ê.
Vediamo ora in quali pronunce si sono riconosciuti i più noti autori di testi romagnoli.
Secondo Bellosi (1977)
Anche Bellosi (originario di Maiano Nuovo di Fusignano) nei Cenni grammaticali su un dialetto romagnolo, dove descrive il dialetto di Fusignano, mostra di percepire nettamente la dittongazione di ë ed ê, che descrive in questo modo:
- ë : «dittongo discendente col primo elemento di pronuncia estremamente aperta e il secondo elemento evanescente»;
- ê : «dittongo discendente col primo elemento molto stretto e il secondo evanescente»

Quanto alla é, Bellosi prima la definisce «vocale chiusa (stretta, lunga [...])», ma poi aggiunge che questo e altri fonemi «vengono realizzati molto stretti, spesso con l'apparizione di elementi evanescenti di dittongo i [...], specialmente in fine di parola seguita da una pausa».
Secondo Ercolani (1960)
Anche Libero Ercolani (originario di Bastia di Ravenna, nella zona delle Ville Unite), aveva una chiara percezione della dittongazione di ë e ê, che descrive nel modo seguente:
- ë : «suono dittongale eª con la "e" aperta»;
- ê : «suono dittongale eª con la "e" chiusa».

Invece lo stesso Ercolani nella vocale che egli scriveva ē (e che oggi si scrive é) riconosce semplicemente un «suono lungo», dunque un monottongo.
Secondo Pelliciardi (1977)
Ferdinando Pelliciardi (originario di Bizzuno di Lugo), nella sua Grammatica del dialetto romagnolo, manifesta una percezione molto simile a quella di Ercolani, riconoscendo solamente la dittongazione di ë ed ê, che descrive in questo modo:
- ë : «Suono apertissimo [...]. È simile al suono aperto[87], ma sfuma in una "a" evanescente»;
- ê : «Suono semiaperto [...]. È molto simile a quello chiuso, ma si schiude in un suono di "a" disaccentata ed evanescente».

Invece la é viene descritta semplicemente come «Suono chiuso», dunque un monottongo.
Secondo Masotti (1996)
Adelmo Masotti (originario di Ravenna) nel suo Vocabolario manifesta la percezione della dittongazione solo per ê, che descrive appunto come «suono semiaperto terminante in a evanescente».
Invece le altre tre "e" sono tutte percepite come monottonghi, di diversa apertura:
- é : «suono chiuso e un po' prolungato»;
- è : «suono aperto»;
- ë : «suono molto aperto».

##### Pronuncia secondo le analisi glottologiche
Il quadro precedente, che corrisponde alla percezione dei parlanti, trova sostanziale conferma nelle analisi glottologiche.
Secondo Schürr (1919)
Già Friedrich Schürr, importante linguista e appassionato studioso della lingua romagnola, in Romagnolische Dialekstudien II, descriveva spesso le vocali che oggi si scrivono ë, ê come dittonghi aventi il secondo elemento "evanescente" per quasi tutta l'area ravennate-forlivese. Più precisamente:
- la vocale che oggi si scrive ê viene trascritta eə per Imola (p. 15), Faenza (p. 16), Forlì (p. 16) e Ravenna (p. 17);
- quella che oggi si scrive ë viene trascritta:
  - äɒ[88] a Faenza e Forlì (p. 51);
  - ęə[89] a S. Lucia di Predappio[90], Coccolia e nel contado ravennate (p. 51).

Schürr trovò la ë monottongata in diverse località. Infatti la scrive semplicemente ę| a Imola, Lugo, Ravenna e Castiglione di Ravenna (pp. 50–51), mentre a Meldola trovò un'oscillazione fra il monottongo e il dittongo (p. 51).
Quanto a ê, la trovò quasi sempre dittongata, con la vistosa eccezione del centro di Lugo, dove tale vocale si riduceva già allora al monottongo ẹ, confondendosi con la vocale che oggi scriviamo é (si veda qui sotto).
Ben più variabile risultava, per Schürr, la dittongazione della vocale che oggi si scrive é. Egli spesso la "normalizza" come monottongo ẹ, in particolare a Imola, Lugo e Faenza (pp. 19–20). Quanto alla dittongazione, egli documenta stabilmente ei solo a S. Lucia di Predappio (p. 20). Per Forlì la forma "normalizzata" è ancora ei (p. 20), ma Schürr aggiunge che la pronuncia meno accurata riduce questa vocale al monottongo ẹ, e lo stesso vale per Coccolia, Castiglione di Ravenna e il contado ravennate (pp. 20–21). A Ravenna la forma "normalizzata" è il monottongo ẹ (p. 21), ma Schürr segnala fra parentesi una certa tendenza alla dittongazione.
Analisi moderne (2001-2014)
Dopo i celebri lavori di F. Schürr, fino alla fine del XX secolo non si sono prodotte analisi sistematiche e approfondite sulla fonetica dei dialetti della pianura ravennate-forlivese.
Un'intensa ripresa degli studi s'è avuta invece all'inizio di questo secolo, con la pubblicazione di vari e saggi e articoli, di cui tre particolarmente rilevanti:
1. Nel 2001 Daniele Vitali ha raccolto alcune interviste nella zona di Faenza e Lugo e le ha sottoposte a Luciano Canepari, che ne ha tratto la fonosintesi che si trova nel suo Manuale di Fonetica (MFo) del 2003 (p. 272)[84].
2. Lo stesso Vitali in seguito ha raccolto altre interviste, analizzandole con la consulenza fonetica di Luciano Canepari. Il frutto di quest'analisi è il saggio L'ortografia romagnola (in seguito OR), pubblicato da Vitali nel 2009 (versione online aggiornata a novembre 2013).
3. Nel 2010 Vitali ha poi avviato una collaborazione con Davide Pioggia, incrementando notevolmente il numero delle interviste e i dialetti analizzati. Tale approfondimento ha portato alla pubblicazione, nel gennaio del 2014, del saggio Dialetti romagnoli (in seguito DR), ancora con la consulenza fonetica di Luciano Canepari.

I quattro fonemi di tipo "e", già noti alla lessicografia e alla letteratura della Romagna centrale fin dai tempi di Antonio Morri, vengono chiaramente individuati in OR da Daniele Vitali, che li trascrive /e, eə, ɛ, ɛə/ (in grafia moderna: é, ê, è, ë).
Secondo Vitali la pronuncia di tali fonemi è la seguente:
- ë può essere un dittongo oppure una vocale "diritta" [ɛɛ];
- ê è sempre un dittongo di centratura (il secondo elemento, centralizzato, è quello che i parlanti associano ad una "a", riconoscendo la coloritura della centralizzazione);
- é è una vocale foneticamente lunga (nel senso che ha comunque la durata di un dittongo) che ha realizzazioni estremamente variabili nei suoi elementi: dalla semplice realizzazione "diritta" [ee] fino a un dittongo di chiusura, o altre varianti;
- è è una vocale breve aperta o più spesso semiaperta.

L'approfondimento successivo, condotto dallo stesso Vitali in collaborazione con Pioggia, e con la consulenza fonetica di Canepari, ha mostrato ancora più chiaramente la notevole variabilità delle realizzazioni di questi fonemi in tutta la pianura ravennate-forlivese.
La maggior variabilità si ha per é:
- Già Vitali in OR segnalava per é una realizzazione "diritta" [ee] a Ravenna e Lavezzola. In DR Vitali e Pioggia riportano tale realizzazione come possibilità, per Ravenna (pp. 24, 99), Forlì (p. 28), Forlimpopoli (p. 71), Faenza (pp. 121–122), Lugo (p. 125), Castiglione di Cervia (p. 164).
- Piuttosto raro è trovare la é realizzata stabilmente con dittonghi estesi. Peraltro quando ciò accade si può avere come secondo elemento del dittongo una vocale un po' più aperta di [i] e, come s'è detto in precedenza, per questa ragione alcuni parlanti non riconoscono il dittongo. Se poi il secondo elemento arriva a chiudersi fino ad [i], il primo elemento tende ad aprirsi, per cui si trova spesso una vocale un poco più aperta di [e], o comunque un'oscillazione analoga a quella della vocale breve è. Questi dittonghi di chiusura erano già segnalati da Vitali in OR per San Zaccaria (p. 12), e in DR sono documentati anche a San Pietro in Vincoli (p. 102) e in alcuni parlanti di Forlì (p. 28). Vitali e Pioggia osservano che, quando la dittongazione è stabile, si potrebbe anche prendere in considerazione la possibilità di differenziare questi dialetti dagli altri, scrivendo èi anziché é (pp. 11, 102, 211), ma allo stesso tempo essi sottolineano l'importanza di disporre d'una grafia unitaria per la pianura ravennate-forlivese (p. 102).
- Più complicato, ma non raro, è il caso in cui si hanno frequenti oscillazioni fra realizzazioni "diritte" [ee] e altre chiaramente dittongate, come Vitali e Pioggia documentano ad esempio a Castiglione di Cervia (p. 164).
- Infine si trovano dialetti e/o parlate in cui la dittongazione è solo occasionale, come nel caso di Faenza (p. 121).

#### Le "o" orali
Anche le "o", come le "e", sono quattro, e in genere si ha una simmetria fra le vocali anteriori e quelle posteriori. Tale simmetria è espressa esplicitamente dalla grafia del Morri e di Quondamatteo-Bellosi. Invece Ercolani non mantiene graficamente la simmetria, per le ragioni che si vedranno descrivendo la pronuncia.
Ecco alcuni esempi per ogni fonema:
|                                                    | Latino                                     | Latino | Latino         |         | Morri (1840)                       | Mattioli (1879) | Ercolani (1960-71)             | VC (1977)                    | Masotti (1996) |
| -------------------------------------------------- | ------------------------------------------ | ------ | -------------- | ------- | ---------------------------------- | --------------- | ------------------------------ | ---------------------------- | -------------- |
| «otto» «cotto» «notte» «botta» «occhio» «collo»    |                                            | ŏ      | sillaba chiusa | [ɔə~ɔɔ] | ò òtt còtt nòtt bòtta òcc còll     |                 | ò òt còt nòta bòta òcc còl     | ö öt cöt nöt(a) böta öc cöl  |                |
| «rotto» «rosso» «bótte» «correre» «tutto» «subito» | ruptus russus buttis cŭrrere, tōtus sŭbitō | ŭ(ō,ū) | sillaba chiusa | [ɔ]     | ó rótt róss bótta córar tótt sóbit |                 | ó rót rós bóta córar tót sóbit | ò/o ros bota corar tot sobit |                |
| «suora» «cuore» «nuovo» «scuola»                   | soror cor novo schola                      | ŏ      | sillaba aperta | [oə]    | ô sôra côr nôv scôla               |                 | ö söra cör növ scöla           | ô sôra côr nôv               |                |
| «fiore» «sopra» «voce» «signore»                   | flōrem                                     | ō      | sillaba aperta | [ow~oo] | ö söra vös sgnör                   |                 | ô fiôr sôra vôṣ(a) sgnôr       | ó fjór sóra vóṣ sgnór        |                |

La grafia di Ercolani può sembrare più in continuità con quella del Morri, ma si è già detto che la grafia del Morri è simmetrica (cioè scrive ò la vocale corrispondente a è, scrive ó quella corrispondente a é ecc.), mentre quella di Ercolani rompe tale simmetria. Dunque la continuità fra Morri e Ercolani è più che altro formale.
Le ragioni dell'asimmetria della grafia di Ercolani vanno cercate nella sua pronuncia (ragioni oggettive) e nella sua percezione (ragioni soggettive):
- S'è già detto che in alcune parlate la ë non è dittongata, ma si riduce al monottongo [ɛɛ]. Questo è vero anche per vocale corrispondente, scritta ö in VC, che tende anche più di ë a monottongarsi in [ɔɔ], per cui ci sono alcune parlate in cui ë è dittongata e ö non lo è. Questo sembra essere il caso di Ercolani, che descrive la vocale di «otto» semplicemente come un «suono aperto». Si consideri comunque che la dittongazione di ë viene percepita da molti parlanti più chiaramente di quella di ö, per cui alcuni romagnoli dittongano ö senza esserne consapevoli. Tale asimmetria (oggettiva o soggettiva che sia) nella realizzazione del fonema anteriore e di quello posteriore induce appunto ad adottare una grafia asimmetrica, ma si può interpretare tale asimmetria come qualcosa che concerne la realizzazione dei due fonemi, e che pertanto resta a livello fonetico, non fonologico. In questo modo si può adottare una grafia unitaria per i dialetti della pianura ravennate-forlivese. Altrimenti si dovrà cambiare la grafia ogni qualvolta ci si imbatte in una parlata in cui una delle due vocali ë e ö, o entrambe, si monottongano.
- Nel momento in cui Ercolani decide di scrivere ò la vocale di «otto», e di descriverla come «suono aperto», la "o" che si trova in «rotto» risulta definita, per opposizione, come una vocale più chiusa, da cui la sua decisione di scriverla ó. In realtà in molti dialetti tale vocale oscilla fra [o] e [ɔ], ed è la sua brevità a costituire il tratto distintivo principale, ma proprio tale brevità, unitamente alla variazione del timbro, la fanno percepire dai parlanti come più chiusa.
- La "o" di «fiore» in molti dialetti presenta una dittongazione parallela alla "e" di «mela», tant'è che in RF è descritta in modo simmetrico: «vocale lunga chiusa oppure dittongo discendente óu». È pur vero, tuttavia, che in alcune parlate la dittongazione non è esattamente simmetrica, e per di più ci sono diversi parlanti che percepiscono più chiaramente la dittongazione della "o" di «fiore» che quella della "e" di «mela». Anche Ercolani percepiva tale asimmetria, tant'è che, come s'è detto, descrive la vocale che egli scrive ē come «suono lungo», mentre la "o" di «fiore» è descritta come «suono dittongale ou con la "o" chiusa». Ercolani scrive ô, compiendo una scelta che rompe definitivamente ogni simmetria nel suo sistema grafico, per le ragioni esposte al punto seguente.
- Ercolani descrive la "o" di «cuore» come un «suono dittongale oª con la "o" chiusa». Avendo deciso di scrivere ê il «suono dittongale eª con la "e" chiusa», ci si poteva aspettare che scrivesse ô la "o" di «cuore», associando all'accento circonflesso la presenza di una "a evanescente". Invece s'è visto che ha deciso di usare il circonflesso per il «suono dittongale ou con la "o" chiusa», cioè per la "o" di fiore, per cui ora ha bisogno di un diverso diacritico. Non avendo utilizzato la dieresi per la "o" di «otto», la usa per la "o" di «cuore».

#### Simmetria delle vocali anteriori e posteriori
La simmetria delle vocali anteriori e posteriori, espressa dalla grafia di Morri e in VC, si coglie chiaramente dalle descrizioni, ancorché intuitive, che ne vengono date in RF (pp. 11–12):
| "e" di «fratello» - «vocale lunga estremamente aperta oppure - dittongo discendente il cui primo elemento è una e estremamente aperta e il secondo elemento è una a evanescente» | "o" di «otto» - «vocale lunga estremamente aperta oppure - dittongo discendente il cui primo elemento è una o estremamente aperta e il secondo elemento è una a evanescente» |
| "e" di «mela» - «vocale lunga chiusa oppure - dittongo discendente éi» | "o" di «fiore» - «vocale lunga chiusa oppure - dittongo discendente óu» |
| "e" di «male» «dittongo discendente il cui primo elemento è una e chiusa e il secondo elemento è una a evanescente»                                                              | "o" di «cuore» «dittongo discendente il cui primo elemento è una o chiusa e il secondo elemento è una a evanescente»                                                         |
| "e" di «secco» «vocale breve aperta o semiaperta» | "o" di «rotto» «vocale breve aperta o semiaperta» |

Oltre alla simmetria, da queste descrizioni emerge che i tratti oppositivi fondamentali sono i seguenti:
- le quarta si oppone per la sua brevità alle prime tre, che sono lunghe; essendo la brevità il tratto distintivo, il tuo timbro è poco rilevante;
- le prime due possono anche monottongarsi, per cui il tratto fondamentale, oltre alla lunghezza, è rispettivamente l'apertura e la chiusura;
- la terza è necessariamente dittongata, con un secondo elemento che i parlanti percepiscono come '"a", e che è effettivamente una vocale un po' più aperta e più centrata del primo elemento, dunque più vicina ad [a]; in sostanza questo è un dittongo di centratura e apertura.[95]

I tratti distintivi sono dunque i seguenti:
| "e" di «fratello» lunga, aperta                 | "o" di «otto» lunga, aperta                      |
| "e" di «mela» lunga, chiusa                     | "o" di «fiore» lunga, chiusa                     |
| "e" di «male» dittongo di centratura e apertura | "o" di «cuore» dittongo di centratura e apertura |
| "e" di «secco» breve                            | "o" di «rotto» breve                             |

Per rendere più facilmente riconoscibili i fonemi si possono poi aggiungere altri tratti secondari, come un movimento di centratura nelle vocali di «fratello» e «otto», e uno di chiusura in quelle di «mela» e «fiore». Ma questi sono appunto interpretabili come tratti secondari, che restano a livello fonetico, come diverse realizzazioni dei medesimi fonemi.
Quanto alla grafia di Ercolani, la sua asimmetria è dovuta a due ragioni:
- per le prime due vocali, il dare un maggior peso a tratti che si possono interpretare come secondari, essendo una delle due realizzazioni possibili previste da RF; di conseguenza per Ercolani la dittongazione o la monottongazione (oggettiva o soggettiva che sia) diventa distintiva e richiede l'uso di diacritici diversi:

| cvèl [ɛ] - «suono aperto, breve»                           | rót [ɔ]                                                  |
| fradël [ɛə~(ɛɛ)] - «suono dittongale eª con la "e" aperta» | òt [(ɔə)~ɔɔ] - «suono aperto»                            |
| mêl [eə] «suono dittongale eª con la "e" chiusa»           | cör [oə] «suono dittongale oª con la "o" chiusa»         |
| mēla [(ej)~ee] - «suono lungo»                             | fiôr [ow~(oo)] - «suono dittongale ou con la "o" chiusa» |

- in generale, una scarsa coerenza nell'abbinamento dei diacritici al tipo di dittongazione:

| -                                                        | rót [ɔ] «suono breve»                                  |
| cvèl [ɛ] «suono aperto, breve»                           | òt [(ɔə)~ɔɔ] «suono aperto»                            |
| fradël [ɛə~(ɛɛ)] «suono dittongale eª con la "e" aperta» | cör [oə] «suono dittongale oª con la "o" chiusa»       |
| mêl [eə] «suono dittongale eª con la "e" chiusa»         | fiôr [ow~(oo)] «suono dittongale ou con la "o" chiusa» |
| mēla [(ej)~ee] «suono lungo»                             | -                                                      |

### Vocali nasali
Secondo Friedrich Schürr «le ã, ẽ nasali romagnole sono affatto differenti da quelle francesi e rassomigliano piuttosto a quelle portoghesi».
|       | Anteriore | Centrale | Posteriore |
| ----- | --------- | -------- | ---------- |
| Alte  | ĩ         | -        | u ũ        |
| Medie | ẽ         | ʌ̃~ə̃ ã    | õ          |
| Basse | ẽ         | -        | õ          |

### Vocali atone
|       | Anteriore | Anteriore | Centrale | Centrale | Posteriore | Posteriore |
| Orali | Nasali    | Orali     | Nasali   | Orali    | Nasali     |            |
| ----- | --------- | --------- | -------- | -------- | ---------- | ---------- |
| Alte  | i         | (ĩ ĩ)     | -        | -        | u          | (u ũ)      |
| Medie | e         | (ẽ ẽ)     | -        | (ʌ̃~ə̃ ã)  | o          | (õ õ)      |
| Basse | e         | (ẽ ẽ)     | a        | -        | o          | (õ õ)      |

### Consonanti
|                         | Bilabiali | Labio-dentali | Dentali/ Alveolari | Post-alveolari | Palatali | Velari    |
| ----------------------- | --------- | ------------- | ------------------ | -------------- | -------- | --------- |
| Nasali                  | m         |               | n                  |                | ɲ gn     |           |
| Occlusive               | p b       |               | t d                |                |          | k ch ɡ gh |
| Fricative non sibilanti |           | f v           | θ z ð              |                |          |           |
| Affricate sibilanti     |           |               |                    | t͡ʃ c' d͡ʒ g'    |          |           |
| Fricative sibilanti     |           |               | s z                | ʃ sc'          |          |           |
| Vibranti                |           |               | r                  |                |          |           |
| Laterali                |           |               | l                  |                | ʎ        |           |
| Approssimanti           |           |               |                    |                | j        | w         |

## Analisi diacronica

### Esiti di Ă e Ā

#### Introduzione
Questa introduzione è una sintesi di quanto esposto nel resto della sezione. Per le fonti si vedano i singoli casi.
Come avviene in genere nelle lingue romanze, le vocali classiche Ă e Ā hanno dato gli stessi esiti, dal che si deduce che nel volgare dovevano essersi confuse in un'unica vocale A.
Nei dialetti romagnoli la A volgare accentata ha dato esisti diversi a seconda che si trovasse in sillaba aperta o in sillaba chiusa. Inoltre vi sono strutture sillabiche che risultano equivalenti a quelle aperte. Si tratta di quelle in cui la A accentata si trovava, nel volgare, in sillaba chiusa da una liquida (come in BÀRBA, ÀLTO), o in sillaba chiusa da una nasale seguita da consonante sorda (come in BÀNCO, STÀMPO).
Le sillabe che non risultano equivalenti alle aperte sono invece quelle chiuse da consonanti geminate (come in GÀTTO, CAVÀLLO) o da nessi particolari, fra cui i più frequenti sono ST (come in BÀSTA) e le nasali seguite da consonanti sonore (come in GRÀNDE, GÀMBA).

#### In sillaba chiusa da geminata o da nesso equivalente
In sillaba chiusa da geminata o da nesso equivalente la À volgare si conserva in molti dialetti romagnoli, e in particolare in quelli della Romagna sud-orientale, già a partire da Cesena. In questi dialetti per «gatto, cavallo, anno, basta, grande, gamba» si ha gat, caval, an, basta, grand, gamba (o ganba).
C'è tuttavia una differenza rispetto all'italiano standard (e presumibilmente anche rispetto al latino volgare), in quanto la a dei dialetti dell'attuale regione Emilia-Romagna. risulta allungata. Quando non esiste una a breve, il fonema è semplicemente /a/, ma foneticamente è realizzato con una vocale lunga. F. Schürr scriveva a| (cioè a seguita da una barra verticale) tale vocale allungata; alcuni linguisti moderni la scrivono [a:]; altri, in considerazione del fatto che questa vocale accentata ha la stessa lunghezza d'un dittongo (per lo meno in posizione prominente), la scrivono [aa] o, con una trascrizione più "stretta", [aɐ].
Le cose vanno diversamente nei dialetti in cui la A volgare s'è nasalizzata (e spesso anche alzata) davanti alle nasali. Tale nasalizzazione si trova prevalentemente nei dialetti di tipo ravennate-forlivese. Schürr scriveva â| questa vocale per i dialetti di Forlì e Faenza, dove la corona indica la nasalizzazione parziale, il taglio orizzontale esprime l'alterazione qualitativa, e la barra orizzontale, al solito, l'allungamento. D. Vitali fonologicamente scrive /ə̃/; D. Vitali e D. Pioggia scrivono /ə̃/ fonologicamente e forniscono varie realizzazioni possibili, fra cui [ʌ̃] è una delle più semplici.
Il grafema utilizzato dagli autori romagnoli per esprimere questo fonema è piuttosto variabile. Antonio Morri scrive ä, con la dieresi, e la sua grafia viene ripresa da Adolfo Mussafia in Darstellung der romagnolischen Mundart (1871), interamente basata sul vocabolario del Morri. In seguito prevale progressivamente il grafema â, che si trova ad esempio nel Vocabolario romagnolo-italiano di Libero Ercolani. Anche Giuseppe Bellosi scrive â, già a partire dal breve saggio Cenni grammaticali su un dialetto romagnolo (Fusignano), pubblicato nel secondo volume di Romagna civiltà (1977), e il medesimo grafema si trova nel Vocabolario comparato dei dialetti romagnoli, redatto assieme a Gianni Quondamatteo e incluso nello stesso volume. Tale grafema è impiegato tuttora nelle pubblicazioni dell'Istituto Friedrich Schürr  dalla maggior parte degli autori di quell'area, come ad es. nel Vocabolario etimologico romagnolo di Gilberto Casadio. D. Vitali ne L'ortografia romagnola (p. 19) suggerisce di introdurre il grafema ã, e tale soluzione è stata definitivamente adottata da D. Vitali e D. Pioggia in Dialetti romagnoli. Adottando quest'ultima grafia per «anno, grande, gamba» si ha ãn, grãnd, gãmba/gãnba. nei dialetti in cui si ha nasalizzazione, mentre le parole corrispondenti a «gatto, cavallo, basta» restano gat, caval, basta.

## Alfabeto
L'alfabeto romagnolo si compone delle 21 lettere della lingua italiana con l'aggiunta della J. Nel romagnolo la j assume un ruolo fondamentale come i di iato. La pronuncia è scritta tra parentesi.
- A (a)
- B (bi)
- C (ci)
- D (di)
- E (e)
- F (ëffe)
- G (gi)
- H (àcca)
- I (i)
- J (i lônga)
- L (ëlle)
- M (èmme)
- N (ènne)
- O (o)
- P (pi)
- Q (qu o cu)
- R (ërre)
- S (ësse)
- T (ti)
- U (u)
- V (vi o vu)
- Z (żeta)

## Grammatica
I primi studi linguistici sulla lingua romagnola sono apparsi alla fine dell'Ottocento. Il primo studio in assoluto fu opera del filologo italiano della Dalmazia Adolfo Mussafia, docente all'Università di Vienna: Darstellung der romagnolischen Mundart, apparso nel 1871. Collega di Mussafia a Vienna fu un altro importante studioso delle lingue romanze, lo svizzero Wilhelm Meyer-Lübke. Egli assegnò la prima tesi di laurea sul romagnolo ad un suo allievo, l'austriaco Friedrich Schürr (1888-1980). Tra il 1917 e il 1919 Schürr pubblicò tre fondamentali studi storico-linguistici che aprirono la strada alla ricerca storica sulla lingua romagnola.
Il suo libro più importante in lingua italiana è La Voce della Romagna (1974), che ancora oggi è ritenuto un'opera irrinunciabile per chi voglia studiare il romagnolo.

Le altre opere principali sono:
- Grammatica del dialetto romagnolo di Ferdinando Pelliciardi (1977);
- Vocabolario comparato dei dialetti romagnoli, a cura di Giuseppe Bellosi e Gianni Quondamatteo (1977);
- Grammatica romagnola di Adelmo Masotti (1999).

### Articolo determinativo
Foneticamente è costituito da un unico suono, e. Nella scrittura assume la forma è, per distinguerlo dalla congiunzione e.
|           | Maschile | Femminile | Antevocalico   |
| Singolare | e'       | la        | l'             |
| Plurale   | i        | al        | (m) j (f) àgli |

Non c'è nessuna differenza tra la 'z' e la 's' impura rispetto alle altre consonanti. Esempi:
| (in italiano)            | Singolare | Plurale  |
| lo scherzo - gli scherzi | e' scherz | i schirz |
| lo zoppo - gli zoppi     | e' zöp    | i zop    |

### I sostantivi
Singolare: quelli maschili terminano per consonante; quelli femminili terminano di solito in 'a'.

Plurale maschile: per metafonesi la vocale tonica passa da un tono più aperto a uno più chiuso. Questo accade con tre vocali su cinque: la 'a', la 'e' e la 'o' accentate.
- Casi con la 'a' accentata

| (in italiano) | Singolare | Plurale |
| cane          | can       | chèn    |
| gatto         | gatt      | ghett   |
| anno          | ann       | ènn     |

- Casi con la 'e' accentata

| (in italiano) | Singolare     | Plurale       |
| pezzo         | pèzz (aperta) | pézz (chiusa) |
| prato         | prê           | prë           |
| mese          | mes           | mis           |

Ma la 'é' chiusa rimane 'é' anche al plurale: (capelli) cavéll cavéll.
- Casi con la 'o' accentata

| (in italiano) | Singolare    | Plurale      |
| occhio        | òcc (aperta) | ócc (chiusa) |
| nipote        | anvod        | anvud        |
| orto          | ort          | urt          |
| monte         | mont         | munt         |

Caso particolare: i nomi plurali collettivi (ossa, uova, ecc.). 'Osso'-'Ossa' si scrivono allo stesso modo sia al singolare che al plurale: 'oss'. E così 'uovo'-'uova'. Per distinguerli, si cambia l'accento dell'unica vocale:

un óss (chiuso); do òss (aperto);

un ov (ö); do ov (ô).
Come detto sopra, le 'i' e le 'u' sono invariabili:
- (prete, preti) e' prit, i prit
- (mulo, muli) e' mul, i mul

Plurale femminile: 
- In Romagna occidentale, il plurale femminile si ha facendo cadere la 'a' finale del singolare:

| (in italiano) | Singolare        | Plurale          |
| croce         | la crós          | al crós          |
| notte         | la nöt           | al nöt           |
| siepe         | la siv           | al siv           |
| parte         | la pèrt (aperta) | al pêrt (chiusa) |

- In Romagna orientale si è generalizzata la 'i' come marca del plurale femminile. Esempi:

| (in italiano) | Singolare | Plurale  |
| ape           | êva       | êvi      |
| ala           | éla       | éli      |
| formica       | furmiga   | furmighi |

Caso particolare: se la perdita della 'a' lascia un gruppo di consonanti che rende ostica la pronuncia, viene inserita nella parola una vocale compensatoria:

(arma, armi) èrma, erum

(serva, serve) serva, seruv.
Nei casi in cui la caduta della vocale finale potrebbe causare ambiguità tra maschile e femminile, nel plurale femminile si aggiunge una 'i':

(amica, amiche) amiga, amighi

(giovane, giovani) zovna, zovni

### Gli aggettivi
MASCHILI

Seguono le stesse regole dei sostantivi, cioè di norma sono invariabili:

grande/i: Du grend j'occ

buono/i: I bon burdell 

bianco/hi: Pidin biench

basso/i: Mitìl pió bëss.
FEMMINILI

Seguono le stesse regole dei sostantivi: di norma finiscono in ‘a'; al plurale terminano in ‘i':

Tante beccate - Tenti becch

La bella terra - La bela tera

Le prime stelle - Al prèmi stell

Maria era buona - La Maria l'era bona.

#### Aggettivi comparativi
(1) REGOLARI
| Comparativo | Superlativo              |
| (più) pió   | (m) e pió - (f) la pió   |
| (meno) manc | (m) e manc - (f) la manc |

(2) IRREGOLARI
| Comparativo    | Superlativo            |
| (migliore) mej | (m) e mej - (f) la mej |
| (peggiore) pez | (m) e pèz - (f) la pèz |

L'aggiunta di bël, posto davanti a un aggettivo senza e o che, ne fa una sorta di superlativo:
- Un bël curiós; Un bël imbezel, Un bel ficanês (curioso, imbecille, ficcanaso).

Il romagnolo non conosce la forma di superlativo assoluto con -issimo, tipica dell'italiano. Il grado assoluto di un aggettivo si ottiene:
- raddoppiando l'aggettivo di grado positivo: bël bël, bello bello (= bellissimo), grand grand, grande grande (=grandissimo);
- unendo all'aggettivo di grado positivo un avverbio di quantità: instizì una màsa (=molto arrabbiato, arrabbiatissimo), luntan una màsa (lontanissimo), brot banasé, brutto benassai (=molto brutto, bruttissimo).

Tipiche del romagnolo sono alcune forme di superlativo assoluto costruite tramite l'affiancamento di due aggettivi, di cui uno rafforza l'altro:
- aggiunta di dur: gras dur 'esageratamente grasso'; imbariêgh dur 'ubriaco fradicio';
- aggiunta di un secondo sinonimo che rinforza il primo: bagnê mêrz 'bagnato fradicio', sudê mêrz 'sudato fradicio';
- aggiunta di un'apposizione risultante dall'abbreviamento di un paragone: nud nêd 'completamente nudo'; strach môrt 'stanchissimo'; giazê môrt 'freddissimo'.

### Il pronome
Nel romagnolo, come in tutte le lingue regionali del settentrione d'Italia, la forma àtona del pronome personale è obbligatoria nella coniugazione verbale:
- (“mangio!”) a mâgn!

Il pronome personale atono è indispensabile anche nei verbi impersonali:
- (“piove”) e' piôv.

| Forme toniche  | Forme àtone    |
| -------------- | -------------- |
| me             | a              |
| te             | t              |
| lo (maschile)  | e', u, l' (m.) |
| li (femminile) | la, l' (f.)    |
| nó             | a              |
| vó             | a              |
| ló (maschile)  | i (m.)         |
| ló (femminile) | al (f.)        |

Pronomi e aggettivi indefiniti
Le forme per 'nessuno' sono numerose: nison, anson, ancion, incion.

Di norma incion è sempre rafforzato dalla negazione “n” ('non'):
- U n' j è incion (non c'è nessuno)[113].

Esiste anche una parola che condensa l'espressione “da nessuna parte”, “in nessun luogo”: invél (indvél). È usato solo in frase negativa: U n s trôva invél.

### Gli avverbi
(1) Quelli che derivano dagli aggettivi possono essere:
| Regolari                      | Irregolari         |
| -ment (finalment, sicurament) | ben, mèj, mel, pèz |

(2) Affermativi
| (Italiano) | Romagnolo              |
| anche      | neca, nech, énca, anca |
| pure       | pû                     |
| sì         | sê                     |

(3) Negativi
| (Italiano) | Romagnolo             |
| non        | ne, ‘n', nu           |
| neanche    | gnanc, gnénca, gnànca |

(4) di Quantità
| (Italiano) | Romagnolo        |
| troppo     | tropp            |
| poco       | poch, pó         |
| meno       | manc, ménc       |
| tanto      | tant, tént       |
| solo       | sol, snò         |
| quasi      | (s)quesi, guasi  |
| perfino    | infenna, perfèin |

L'avverbio ‘tant’ ha una curiosità: se è insieme ad un aggettivo femminile si scrive ‘tanta’, e se l'aggettivo è al maschile si scrive anch'esso al maschile ‘tant’.
(5) di Luogo
| (Italiano)            | Romagnolo                              |
| dove?                 | indov?, duv?, indo'?, induvòn?         |
| lì, là                | alè là, ilè, ilà (Rimini)              |
| qui                   | aquè, iquè (Forlì, Rimini)             |
| dappertutto           | (in)dipartott                          |
| in nessun posto       | invell, unvell — dal latino ubi velles |
| all'inizio            | in te prinzipi                         |
| innanzi               | dadnenz                                |
| dietro                | drî, dria                              |
| indietro              | in drî, in dria                        |
| su                    | sò                                     |
| giù                   | zò                                     |
| intorno               | datoran, datorna, datorne              |
| dentro                | (in)dentar, dentra                     |
| fuori                 | fura, fòra                             |
| dirimpetto, di fronte | impett, a dirimpett                    |
| lontano               | luntän, luntèn, dalong                 |

(6) di Tempo
| (Italiano)            | Romagnolo               |
| quando?               | quänd?                  |
| allora                | alóra                   |
| adesso                | adess                   |
| poi                   | pû, pò                  |
| dopo                  | dopp                    |
| spesso                | spess                   |
| sempre                | sempar, sèmpre          |
| prima                 | premma, prèima          |
| oggi                  | incù (incùa), oz' (og') |
| ieri                  | jir                     |
| domani                | admän, admén            |
| ormai                 | urmai, urmei            |
| fuori                 | fura, forra, fòra       |
| dirimpetto, di fronte | impett                  |
| lontano               | luntän, luntèn          |

(7) di Modo
| (Italiano) | Romagnolo                             |
| come       | coma, cma, cum, cumè, com             |
| così       | acsè, icsè, icè (Forlì), isè (Rimini) |

### Le congiunzioni
| Congiuntive | Disgiuntive | Avversative | Illative |
| e           | o           | mo, ma      | donca    |
| nè          |             | parò        |          |

Il romagnolo "mo"
"Mo" è un termine che si presta a molti usi. Derivato dal latino MODU(M), "misura" (lo stesso che è evoluto in mod, "modo"), la parola ha subito il troncamento della seconda sillaba, come è avvenuto in altri casi in romagnolo (si pensi a ca, da CASA, o a pó, da PAUCU(M). In questa accezione ha il significato di "al momento giusto", "adesso":

Andiv mo a lët! (Ora andate a dormire!).
È usato anche come particella rafforzativa nell'Imperativo:

Stasì mo atenta (State attenta).
In romagnolo, come anche nel bolognese e nel modenese, mo è usato anche in domande polemiche che implichino perplessità o contrarietà:

Cuss èl mo st'urcì? (Che cos'è quest'orecchino? – P. es. detto da un genitore al figlio maschio)
Infine mo ha assunto valore esclamativo: Cs'ël stê st'armor? - Mo! (Che cos'è stato questo rumore? - Mah!).

### Preposizioni semplici
(1) di Luogo
| Italiano         | Romagnolo        |
| a                | a                |
| da               | da, d'int        |
| in               | int              |
| sopra            | sôra             |
| sotto            | sotta, sòta      |
| fra              | stra, tramez     |
| accanto a, lungo | drì              |
| dietro           | drì da           |
| fuori            | fura di, fòra di |
| di fronte a      | dnenz a          |
| dentro           | dent'r a         |
| lungo            | longh (a)        |
| verso            | vers (a), ma     |
| su               | in so            |

(2)	di Tempo
| Italiano | Romagnolo |
| dopo     | dop       |
| prima di | prema di  |
| fino a   | infèn a   |

(3)	di Modo
| Italiano  | Romagnolo             |
| per       | par, p'r              |
| come      | cumpagna, l'istess d' |
| invece di | invezi d'             |

### Preposizioni articolate
|       | Sing. M     | Sing. F | Antevoc.   | Plur. M | Antevoc. | Plur. F | Antevoc. |
| ----- | ----------- | ------- | ---------- | ------- | -------- | ------- | -------- |
| d'    | de          | dla     | dl'        | di      | dj       | dal     | dagli    |
| a     | a e'        | a la    | a l', all' | a i     | aj       | al      | agli     |
| int   | int e       | int la  | intl'      | int i   | intj     | int al  | int agli |
| da    | da e'       | da la   | dall'      | da i    | daj      | dal     | dagli    |
| par   | par'e'      | par la  | par l'     | pr'i    | par j'   | pr'al   | pr'agli  |
| in so | in se, ins' | in sla  | in sl'     | in si   | in sj    | in sal  | in sagli |
| cun   | cun e'      | cun la  | cun l'     | cun i   | cun j'   | cun al  | cun agli |

### I verbi
In romagnolo le coniugazioni verbali sono quattro:
| Modo               | I Coniug. (ÊR) | II Coniug. (ÉR) | III Coniug. (AR) | IV Coniug. (ÌR) |
| ------------------ | -------------- | --------------- | ---------------- | --------------- |
| Infinito Presente  | passê          | gudé            | nèssar           | finì            |
| Gerundio Presente  | passend        | gudènd          | nassend          | fnend           |
| Participio Passato | passé -da      | gudù            | né(d)            | fnì –da         |

Regole:

1. Per l'Infinito, nella I, II e IV coniugazione la r finale si conserva solo se la parola seguente inizia per vocale (es. purtêr indrì, ma purtê veja).

2. Per l'Indicativo presente
| pess (senza desinenza finale: il verbo è alla radice)                                                          |
| pessat (‘t' finale per distinguere dalle altre persone)                                                        |
| passa |
| passèn (-en)                                                                                                   |
| passiv (-iv)                                                                                                   |
| passa (la terza persona plurale è la stessa della terza persona singolare. Ciò vale per tutti i tempi verbali) |

3. Per l'Imperfetto indicativo, le desinenze della prima coniugazione (a purtéva) sono in -ev- per analogia con le altre coniugazioni. La forma della prima persona (a purtéva) risulta identica alla terza singolare (e' purtéva) che, per analogia, è ripetuta nella terza plurale (i purtéva).

4. La morfologia del Congiuntivo presente è più semplice rispetto all'italiano. In tutte le quattro coniugazioni, le tre persone singolari terminano sempre in -a.

5. Lo stesso vale per il Gerundio: tutte le forme hanno la desinenza in -ènd della prima coniugazione.

6. Per il Participio passato esistono numerose forme contratte: 
- scort (parlato);
- scäp (andato via in fretta)
- smengh (dimenticato). Quest'ultima forma aggiunge una ‘-a’ al femminile singolare e ‘-edi’ al femm. plurale.

#### Prima coniugazione regolare
Coniugazione del verbo "vut-êr" secondo Masotti (provincia di Ravenna)

| Pron. tonico | Presente | Imperfetto  | Futuro     |
| ------------ | -------- | ----------- | ---------- |
| me           | a vôt    | a vut-éva   | a vut-aró  |
| te           | t'vôt    | t'vut-ìvtia | t'vut-aré  |
| ló (m.)      | e' vôt-a | e' vut-éva  | e' vut-arà |
| lì (f.)      | la vôt-a | la vut-éva  | la vut-arà |
| nô           | a vut-én | a vut-èmia  | a vut-arén |
| vô           | a vut-ì  | a vut-ìvia  | a vut-arì  |
| lô (m.)      | i vôt-a  | i vut-éva   | i vut-arà  |
| lô (f.)      | al vôt-a | al vut-éva  | al vut-arà |

Coniugazione del verbo "magn-è" secondo Piccini (Rimini)
| Pron. tonico | Presente  | Imperfetto   | Futuro |
| ------------ | --------- | ------------ | ------ |
| mè           | a magn    | a magn-èva   |        |
| té           | t' magn   | t' magn-èvte |        |
| ló (m.)      | è magn-a  | è magn-èva   |        |
| léa (f.)     | la magn-a | la magn-èva  |        |
| nun          | a magn-ém | a magn-èmie  |        |
| vuièlt       | a magn-è  | a magn-èvie  |        |
| lór (m.)     | i magn-a  | i magn-èva   |        |
| lóri (f.)    | al magn-a | al magn-èva  |        |

Coniugazione del verbo "pagh-é" secondo Spadoni e Lo Magro (Riccione)
| Pron. tonico             | Presente | Imperfetto   | Futuro      |
| mé                       | a pègh   | a pagh-éva   | a pagh-arò  |
| té                       | t' pègh  | t' pagh-évte | t' pagh-arè |
| ló (m.)                  | e' pèg-a | e' pagh-éva  | e' pagh-arà |
| lìa (f.)                 | la pèg-a | la pagh-éva  | la pagh-arà |
| nóun                     | a pag-àm | a pag-àmie   | a pag-arém  |
| vuélt (m.) / vuélte (f.) | a pagh-é | a pagh-évie  | a pagh-arì  |
| lór (m.)                 | i pèg-a  | i pagh-éva   | i pagh-arà  |
| lóre (f.)                | al pèg-a | al pagh-éva  | al pagh-arà |

#### Il verbo "essere"
Caratteristiche comuni
In romagnolo, nella 1ª persona singolare avviene la perdita della nasalizzazione rispetto al latino SUM.
Variazioni
Coniugazione del verbo "ësar" secondo la Guerrini (dialetto del comprensorio imolese confinante a nord con la zona di Ferrara, ad ovest con quella di Bologna, ad est con quella di Faenza e a sud con la Toscana)
| Pron. tonico | Presente | Imperfetto | Futuro  |
| ------------ | -------- | ---------- | ------- |
| me           | a só     | a sera     | a srò   |
| te           | t'se     | t'sìri     | t'saré  |
| ló (m.)      | l'è      | l'éra      | e srà   |
| le (f.)      | l'è      | l'éra      | la srà  |
| nô           | a sé     | a segna    | a sré   |
| vuitar       | a si     | a sìri     | a srì   |
| luitar (m.)  | j'è      | j'éra      | i srà   |
| luietri (f.) | agl'j'è  | agl'j'era  | al sarà |

Coniugazione del verbo "ësar" secondo Masotti (provincia di Ravenna)

| Pron. tonico | Presente | Imperfetto | Futuro    |
| ------------ | -------- | ---------- | --------- |
| me           | a só     | a séra     | a s(a)rò  |
| te           | t'si     | t'sìrtia   | t's(a)ré  |
| ló (m.)      | l'è      | l'éra      | e' srà    |
| lì (f.)      | l'è      | l'éra      | la srà    |
| nô           | a sén    | a sèrmia   | a s(a)rén |
| vô           | a si     | a sìrvia   | a s(a)rì  |
| lô (m.)      | j'è      | j'éra      | i srà     |
| lô (f.)      | agl'j'è  | agl'j'era  | al srà    |

Coniugazione del verbo "èsar" secondo Pelliciardi (campagna di Lugo)
| Pron. tonico | Presente | Imperfetto | Futuro |
| ------------ | -------- | ---------- | ------ |
| mè           | a sò     | a sera     | a srò  |
| tè           | t cì     | t sìria    | t sré  |
| lò (m.)      | l'è      | l'éra      | e srà  |
| lì (f.)      | l'è      | l'éra      | la srà |
| nõ           | a sẽn    | a simia    | a srẽn |
| vó           | a sì     | a sìvia    | a srì  |
| ló (m.)      | j'è      | j'éra      | i srà  |
| ló (f.)      | agli è   | agli éra   | al srà |

Coniugazione del verbo "ës(a)r / ës'" secondo Giuseppe Bellosi (Fusignano)
| Pron. tonico | Presente          | Imperfetto    | Futuro |
| me           | a sò              | a séva / séra | a srò  |
| te           | t' si (pron. tci) | t' siv(t)i(a) | t' sré |
| lò (m.)      | l' è              | l' éra        | e srà  |
| lì (f.)      | l' è              | l' éra        | la srà |
| nó           | a sẽ              | a simi(a)     | a srẽ  |
| vó           | a si              | a sivi(a)     | a sri  |
| ló (m.)      | j è               | j'éra         | i srà  |
| ló (f.)      | agl'è             | agl'éra       | al srà |

Coniugazione del verbo "èss" secondo Quondamatteo (Rimini)
| Pron. tonico | Presente | Imperfetto | Futuro |
| mè           | a so     | a sèra     |        |
| te           | t'cè     | t'certe    |        |
| ló (m.)      | l'è      | l'èra      |        |
| nun          | a sèm    | a sèrmie   |        |
| vujèlt (m.)  | a si     | a sèrvie   |        |
| lór (m.)     | j è      | i j èra    |        |

Coniugazione del verbo "es" secondo Spadoni e Lo Magro (Riccione)
| Pron. tonico             | Presente | Imperfetto | Futuro  |
| mé                       | a so     | a séra     | a sarò  |
| té                       | t' zi    | t' zérie   | t' zarè |
| ló (m.)                  | l'è      | l'éra      | e' sarà |
| lìa (f.)                 | la è     | la éra     | la sarà |
| nóun                     | a sém    | a sérmie   | a sarém |
| vuélt (m.) / vuélte (f.) | a si     | a sérvie   | a sarì  |
| lór (m.)                 | i è      | i éra      | i sarà  |
| lóre (f.)                | àgli è   | àgli éra   | al sarà |

#### Il verbo "avere"
Grafia della pianura occidentale (Faenza-Forlì):
| Romagnolo       | Italiano |
| --------------- | -------- |
| a jò            | ho       |
| t'é             | hai      |
| l'à             | ha       |
| a javem (javen) | abbiamo  |
| a javì          | avete    |
| j à             | hanno    |

Al fine di evitare lo iato, il romagnolo inserisce una semivocale di passaggio, la j.

Da notare j à (terza persona plurale). In questo caso la j rappresenta il pronome personale i. Nella terza persona plurale la j non va mai unita al verbo, perché assumerebbe un altro significato.

Esempi:
1. Me a jò fat un righêl (Io ho fatto un regalo)
2. Me a j ò fat un righêl (Io gli-le ho fatto un regalo)

#### Il "perfetto forlivese"
Nei tempi verbali del romagnolo c'è anche il perfetto (passato remoto), che nel forlivese presenta una particolarità: specialmente, ma non esclusivamente, quando la parola che segue inizia con una vocale, aggiunge una 'p' alla desinenza, forse per motivi eufonici:
Andèp a ca' (Andò a casa)
U i fop un insansè (Ci fu uno stupido)
E fop l'utma (Fu l'ultima).

### Sintassi
Il romagnolo mostra alcune differenze con l'italiano. Esaminiamo le più note.
- Verbi. 
  - La più evidente è nella costruzione del tipo: A jò arvanzè un quël da fê ("Mi è rimasta una cosa da fare"), o anche A n' ò armast un bajöch (Non mi è rimasto un soldo"), in cui il verbo è usato in modo transitivo. Alcuni scrittori romagnoli hanno trasposto quest'uso nelle loro opere scritte, ad esempio Alfredo Oriani (1852-1909). Nelle edizioni delle opere di Oriani successive alla prima guerra mondiale, però, l'uso transitivo è stato corretto con quello intransitivo.
  - Alcuni verbi intransitivi possono assumere la forma riflessiva. Questa possibilità è assente in italiano. Esempi: andarsi: italiano “io vado a casa”, romagnolo: mè a m vëgh a ca (io mi vado a casa); it. “sono andato a dormire alle nove”, romagn. a m sò andé a lët al nóv (mi sono andato a letto alle nove). dimagrirsi: it. Sono dimagrito; romagn. a m sò smagrê (io mi sono dimagrito). rincrescere (romagnolo agrivir, agrivêr): it. mi rincresce di fare questo lavoro, romagn. u m s'agriva d fê ste lavór (mi si rincresce di fare questo lavoro)[127]
- La Preposizione d ("di"), davanti a vocale è scritta per convenzione con l'apostrofo (D'istê, "D'estate"). Davanti a consonante assume la forma ad (Ad nöt, "Di notte"). La preposizione in davanti all'articolo assume la forma int: int la ca ("nella casa"); Int è zil ("Nel cielo"). Questa forma trova un parallelo nella preposizione ins 'su, sopra (a contatto)': Ins la têvla ("Sulla tavola"). La preposizione dri vale 'vicino': dri (a) ca ("vicino a casa"). Le due preposizioni unite dri da valgono 'dietro': dri da ca ("dietro casa").[128]

### Lessico, modi di dire, etimologia
In ordine cronologico:
- Antonio Morri, Vocabolario romagnolo-italiano, Faenza, dai tipi di Pietro Conti all'Apollo, 1840 (versione digitalizzata) (scheda in «la Ludla», Maggio 2009, pp. 4-5)
- Giovanni Tozzoli, Piccolo Dizionario domestico Imolese-Italiano, Imola, Ignazio Galeati e figlio, 1857 (versione digitalizzata) (scheda in «la Ludla», Luglio-Agosto 2009, p. 6)
- Antonio Morri, Manuale domestico-tecnologico di voci, modi, proverbi, riboboli, idiotismi della Romagna e loro corrispondente italiano segnatamente ad uso delle scuole elementari tecniche ginnasiali, Persiceto, Tipografia Giambatistelli e Brugnoli, 1863. (scheda in «la Ludla», Giugno 2009, p. 3)
- Antonio Mattioli (1813-1882), Vocabolario Romagnolo-Italiano, Imola, Galeati, 1879 (versione digitalizzata) (scheda in «la Ludla», Ottobre 2009, p. 4)
- Libero Ercolani, Vocabolario romagnolo-italiano, Ravenna, Banca del Monte di Ravenna, 1960; seconda edizione: 1971, Il Girasole (con prefazione di Guido Laghi); terza edizione: 1994, Il Girasole (con prefazione di Giuseppe Pittano); quarta edizione: 2002 (postuma)  (versione digitalizzata) (scheda in «la Ludla», Novembre 2009, p. 6),
- Umberto Foschi, Modi di dire romagnoli, Ravenna, Longo, 1972
- Umberto Foschi, Par mod d'un di. Modi di dire romagnoli, Ravenna, Longo, 1975
- G. Bellosi, G. Quondamatteo, "Vocabolario comparato dei dialetti romagnoli", in: Romagna civiltà, Vol. II, Imola, Galeati, 1977
- G. Bellosi, G. Quondamatteo, in Romagna civiltà, Vol. II, Imola, Galeati, 1977:

"Termini del gergo furbesco dei muratori e dei falegnami di campagna",
"Dizionario delle piante",
"Dizionario degli uccelli",
"Principali pesci, molluschi e crostacei dell'Adriatico romagnolo",
"Vocabolario marinaresco".
- Gianni Quondamatteo, Dizionario romagnolo (ragionato), Villa Verucchio, Tipolito "La Pieve", 1982-83 (2 voll.). (scheda in «la Ludla», Gennaio-Febbraio 2010, pp. 4-5)
- Paolo Bonaguri, Par nôn scurdës. Un vocabolarietto da leggere (Forlì 1995) (scheda in «la Ludla», Dicembre 2009, p. 4)
- Adelmo Masotti, Vocabolario romagnolo italiano, Bologna, Zanichelli, 1996. (scheda in «la Ludla», Marzo 2010, p. 3)
- Silvio Lombardi, E' nöst dialet : repertorio di frasi idiomatiche romagnole (Imola, 2004)
- Gian Bruno Pollini (a cura di), Pulinèra 'n cusèna. Lessico gastronomico romagnolo, Ravenna, Tip. Moderna, 2006
- Giorgio Lazzari:
  - Dizionario botanico romagnolo, con Maria Grazia Baggio (1998)
  - Dizionario ornitologico romagnolo. E' vucabuleri d'j usel, Cesena, Il Ponte vecchio, 2005 (scheda in «la Ludla», Giugno 2006, pp. 10-11)
  - Fiur d'Rumâgna. Fitonimi popolari romagnoli, con Maria Grazia Baggio (2016)
  - Dizionario etimologico romagnolo, Cesena, Il Ponte vecchio, 2020 (scheda in «la Ludla», febbraio 2020, pp. 2-3)
- Franco Quartieri,  "I dialetti di Romagna nel ' De Vulgari Eloquentia' di Dante" in "Studi Romagnoli" LVII (2006), Stilgraf Cesena 2007, pp. 395–405.
- Addis Sante Meleti, Dialetto in controluce, Cesena, Società Editrice «Il Ponte Vecchio», 2007
- Gilberto Casadio, Vocabolario etimologico romagnolo, Imola, La Mandragora, 2008
- Maria Valeria Miniati, Italiano di Romagna. Storia di usi e di parole, Bologna, 2010
- Davide Pioggia, "Indice delle voci", in: D. Pioggia, Fonologia del santarcangiolese, Verucchio, Pazzini, 2012 (scheda in «la Ludla», settembre 2012, pp. 6-7)
- Enrico Berti, Le parole del corpo umano. Viaggio nei termini dialettali della medicina popolare di Romagna, Cesena, Il Ponte Vecchio, 2013.
- Mario Maiolani: 
  - La Romagna nei modi di dire dimenticati (Cesena, Il Ponte Vecchio, 2012)
  - Detti e proverbi romagnoli (Cesena, Il Ponte Vecchio, 2012) (scheda su entrambi in «la Ludla», aprile 2013, pp. 6-7)
- Marcella Gasperoni, ...tata tata e spizirì. Paróli e módi ad döi de' mi dialet, Rimini, Panozzo Editore, 2019 (scheda in «la Ludla», maggio 2020, p. 2)
- Alberta Tedioli, Pruvì a dil en itagliã. Parole, espressioni e detti nel dialetto della Romagna toscana, Faenza, Tempo al Libro, 2020 (scheda in «la Ludla», settembre-ottobre 2020, p. 2)
- Graziano Bartolini (a cura di), Dizionario di dialetto sammarinese, Ente Cassa di Faetano (Repubblica di San Marino), 2021 (scheda in «la Ludla», ottobre-novembre 2021, pp. 2-3)
- Franco Ponseggi, Nuovo vocabolario romagnolo, Faenza, Tempo al libro, 2024

### Toponomastica
- Libero Ercolani, Vocabolario romagnolo-italiano, Ravenna, Monte di Ravenna, 1960
- Antonio Polloni, Toponomastica romagnola, Firenze, Olschki, 1966
- Remin t'i prim de Novzeint, a cura di G. Quondamatteo et al. (toponomastica dialettale della città di Rimini)
- D. Pioggia, "I luoghi di Rimini nella toponomastica popolare", in: G. Grossi Pulzoni, Dọ int una völta, Cesena, Il Ponte Vecchio, 2010
- IBC, Archivio toponomastico emiliano e romagnolo

### Grammatica

#### Dialetti della pianura ravennate-forlivese
- (EN)  Douglas B. Gregor, Romagnol. Language and Literature (1971)
- Ferdinando Pelliciardi, Grammatica del dialetto romagnolo. La lengva dla mi tera, Ravenna, Longo, 1977.
- Giuseppe Bellosi, "Cenni grammaticali su un dialetto romagnolo (Fusignano)", in: G. Quondamatteo, G. Bellosi, Romagna civiltà, Vol. II, Imola, Galeati, 1977
- Adelmo Masotti, Grammatica romagnola, Ravenna, Edizioni del Girasole, 1999.
- Franco Ponseggi, Lèžar e scrivar in Rumagnôl (recensione su «la Ludla» n. 3/2015, p 2)

#### Altri dialetti
- Amos Piccini, A vuria zcär in dialèt, Rimini, Giusti, 1996 (riminese)
- Teresio Spadoni, Giuseppe Lo Magro, "Per cmanzè a zchèr... e a scriv", Riccione, Famija Arciunesa, 2003 (riccionese)

### Grafia

#### Dialetti della pianura ravennate-forlivese
- Antonio Morri, Vocabolario romagnolo-italiano, Faenza, dai tipi di Pietro Conti all'Apollo, 1840
- Antonio Morri, Il vangelo di S. Matteo, Londra, 1865
- Antonio Mattioli (1813-1882), Vocabolario Romagnolo-Italiano, Imola, Galeati, 1879
- Libero Ercolani, Vocabolario romagnolo-italiano, Ravenna, Monte di Ravenna, 1960
- Ferdinando Pelliciardi, Grammatica del dialetto romagnolo. La lengva dla mi tera, Ravenna, Longo, 1977.
- G. Bellosi, "Cenni grammaticali su un dialetto romagnolo (Fusignano)", in: G. Quondamatteo, G. Bellosi, Romagna civiltà, Vol. II, Imola, Galeati, 1977
- G. Bellosi, G. Quondamatteo, "Vocabolario comparato dei dialetti romagnoli", in: Romagna civiltà, Vol. II, Imola, Galeati, 1977
- Tolmino Baldassari, Proposta per una grafia letteraria della lingua romagnola, Ravenna, Longo, 1979
- Regole fondamentali di grafia romagnola, Ravenna, Edizioni del Girasole, 1986 (versione digitalizzata)
- Paolo Bonaguri, Par nôn scurdës. Un vocabolarietto da leggere (Forlì 1995)
- Adelmo Masotti, Vocabolario romagnolo italiano, Bologna, Zanichelli, 1996.
- Gianfranco Camerani, I "Sonetti romagnoli" di Olindo Guerrini e il problema degli accenti, in «la Ludla», novembre 2006
- Daniele Vitali, L'ortografia romagnola, Cesena, Società Editrice "Il Ponte Vecchio", 2009 (versione digitalizzata)
- Franco Ponseggi, Lèžar e scrivar in Rumagnôl.

#### Altri dialetti
- D. Pioggia, Fonologia del santarcangiolese, Verucchio, Pazzini, 2012
- D. Pioggia, Analisi del vocalismo cesenate negli appunti di Cino Pedrelli, in «la Ludla», n. 2 febbraio 2013, pp. 6-7

### Studi glottologici
- Adolf Mussafia, Darstellung der romagnolischen Mundart, in «Sitzungsberichte der kaiserlichen Akademie der Wissenschaften. Philosophisch-historische Classe. Siebenundsechzigster Band», Wien, 1871, pp. 653–722 (versione digitalizzata), e da Separatabdruck, Wien, 1871 (versione digitalizzata)
- Friedrich Schürr, 
  - «II Plaustro», 31 dicembre 1911 (Anno 1, n. 6), Forlì.
  - (DE) Romagnolische Mundarten (Sitz.d.kais.Ak.d.W., Vienna, 1917).
  - (DE) Romagnolische Dialektstudien, Lautlehre (1918); Lebende Mundarten (1919).
  - La posizione storica del romagnolo fra i dialetti contermini (1933) (versione digitalizzata)
- Giuseppe Bellosi, Gianni Quondamatteo, Le parlate dell'Emilia e della Romagna (Firenze, 1979)
- Enrico Berti, Fonetica storica di un dialetto romagnolo, Stampato in proprio, 2010.
- Luciano Canepari, Manuale di fonetica (MFo), München, Lincom, 2003
- Andrea Foschi, Il dialetto di Cervia nella poesia di T. Baldassari, relatore Alfredo Stussi, Pisa, Università degli studi, 1985. (Tesi di laurea) (§§ 16.33-34 alle pp. 272-73)
- Alexander Michelotti, The Position of the Sammarinese Dialects in the Romagnol Linguistic Group, Tesi di dottorato, Saarbrücken, VMD Verlag, 2009
- Davide Pioggia, 
  - I suoni e le lettere dei dialetti romagnoli, in «la Ludla», nn. 4/2011, 5/2011, 6/2011, 7/2011, 8/2011 9/2012
  - "Il dialetto di Careste: una descrizione comparativa", in: T. Facciani, Caramëli ad mênta, Cesena, Stilgraf, 2011 (testo online)
  - Fonologia del santarcangiolese, Verucchio, Pazzini, 2012
  - Analisi del vocalismo cesenate negli appunti di Cino Pedrelli, in «la Ludla», n. 2/2013
  - "Note linguistiche sul dialetto di Tonino Guerra", in: Tonino Guerra. Poesia e letteratura, vol. I, «Il parlar franco», 11/12, Verucchio, Pazzini, 2013
  - "Nota linguistica", in: R. Molari, I dialetti di Santarcangelo e della vallata della Marecchia
  - "Mutamenti nella trascrizione di Scheuermeier delle consonanti 's' e 'z'", in: P. Scheuermeier, La Romagna dei contadini. 1923-1931, Imola, La Mandragora, 2013
- Rino Molari, a cura di Giuseppe Bellosi e Davide Pioggia, I dialetti di Santarcangelo e della vallata della Marecchia, Imola, La Mandragora - Santarcangelo di Romagna, MET, 2013 (pubblicazione postuma della tesi di laurea del 1937)
- Paul Scheuermeier, a cura di Mario Turci, La Romagna dei contadini. 1923-1931, Imola, La Mandragora, 2013
- Daniele Vitali, L'ortografia romagnola, Cesena, Società Editrice "Il Ponte Vecchio", 2009
- Daniele Vitali, Luciano Canepari, "Santarcangelo di Romagna e i «dialetti dei dittonghi»", in: D. Pioggia, Fonologia del santarcangiolese, Verucchio, Pazzini, 2012, testo online
- Daniele Vitali, Davide Pioggia,
  - "Il dialetto di Rimini. Analisi fonologica e proposta ortografica", in: G. Grossi Pulzoni, Do int una völta, Cesena, Il Ponte Vecchio, 2010 (testo online)
  - consulenza fonetica di Luciano Canepari, Dialetti romagnoli : pronuncia, ortografia, origine storica, cenni di morfosintassi e lessico confronti coi dialetti circostanti, Verucchio, Pazzini, 2014

### Letteratura ed edizioni critiche
- Giuseppe Gaspare Bagli (scheda), Saggio di novelle e fiabe in dialetto romagnolo (Bologna, 1887);
- Friedrich Schürr, La voce della Romagna, Ravenna, Edizioni del Girasole (1974)
- Giuseppe Bellosi e Gianni Quondamatteo,

Cento anni di poesia dialettale romagnola, Imola, 1976
"La letteratura dialettale", in: Romagna civiltà, Vol. I, Imola, Galeati, 1977
- Giuseppe Bellosi,

Tera bianca, sment negra. Dialetti, folklore e letteratura dialettale in Romagna, Ravenna, 1995
Bibliografia della narrativa popolare romagnola, Imola, 1998
- Luciano Benini Sforza e Nevio Spadoni (a cura di), Le radici e il sogno : poeti dialettali del secondo '900 in Romagna, Faenza, 1996
- Pvlon matt, a cura di Ferdinando Pelliciardi, Lugo, Walberti, 1997
- Franco Quartieri, "L'amoroso sacrilegio di Talanti: Dante tradotto in romagnolo", in Analisi e paradossi su Commedia e dintorni, Longo editore, Ravenna 2006, pp. 141 cap. XI ISBN 88-8063-501-8
- Gianni Fucci, Dizionario dei poeti dialettali romagnoli del novecento; commenti critici di G. Barberi Squarotti et alii; prefazione di Giuseppe Bellosi, Villa Verucchio, 2006
- Walter Della Monica, Poeti e scrittori di Romagna, Cesena, Il Ponte Vecchio, 2015 ISBN 978-88-6541-482-8
- Maurizio Balestra (a cura di), Poeti dialettali romagnoli del secondo novecento. Antologia minima, Cesena, 2023

### Teatro
- Eugenio Guberti, Teatro in dialetto romagnolo (a cura di Giovanna Bosi Maramotti), Edizioni del Girasole, Ravenna
- Diego Angeloni, «La Romagna ride e si racconta», La Voce di Romagna, 11 maggio 2009
- Diego Angeloni, «Respiriamo aria di casa nostra», La Voce di Romagna, 18 maggio 2009